# КК Црвена звезда сезона 2014/15.
Сезона 2014/15 КК Црвена звезда обухвата све резултате и остале информације везане за наступ Црвене звезде у сезони 2014/15. и то у следећим такмичењима: Евролига, Јадранска лига, Суперлига Србије и Куп Радивоја Кораћа. У овој сезони Црвена звезда је сакупила 61 победу и 19 пораза.
Ова сезона се сматра најуспешнијом у историји Црвене звезде. Клуб је по први пут дошао до трипле круне. Први овосезонски трофеј освојен је већ у фебруару, будући да је Звезди и трећу годину заредом припао Куп Радивоја Кораћа. Крајем априла је по први пут у витрине клуба са Малог Калемегдана стигао и пехар намењен победнику Јадранске лиге. Врхунац сезоне био је у јуну, јер тада је клуб освојио и оно што су навијачи нестрпљиво ишчекивали чак 17 година - шеснаесту титулу у националном првенству.
И наступ на међународној сцени био је веома успешан. Црвена звезда је ове сезоне по први пут играла и у „Топ 16“ фази Евролиге. У најелитнијем европском клупском такмичењу остварила је 10 победа, али и поставила неколико значајних рекорда: 
- Звезда је са просечном посетом од 14.483 гледалаца по утакмици била најгледанији тим ове сезоне;
- Маркус Вилијамс је проследио највећи број асистенција у једној утакмици[1];
- Бобан Марјановић је забележио рекорде у укупном броју скокова, укупном индексу корисности и у броју дабл-дабл учинака у току једне сезоне[2];

Успех је употпуњен освајањем свих домаћих титула и у млађим категоријама у овој сезони, а титула првака Србије је 600. трофеј целог спортског друштва Црвена звезда.
Поред свих успеха, сезону је обележио и један трагичан догађај - смрт навијача Марка Ивковића у Истанбулу уочи утакмице са Галатасарајем.

## Прелазни рок
Будући да је екипа Цибоне била у финансијским проблемима, одустала је од такмичења у Евролиги. То место је додељено Црвеној звезди што је умногоме одредило циљеве клуба, а самим тим и изглед прелазног рока. Управа се одлучила за драстично подмлађивање екипе. Био је известан пре свега одлазак Демаркуса Нелсона, али је клуб окончао сарадњу и са осталим искусним играчима: Катићем, Симоновићем, Драгићевићем и Раденовићем.
Прва појачања нису стигла тако брзо. Ипак, међу првима је потписао Никола Калинић из крагујевачког Радничког. Ово се испоставио као веома значајан потез, јер је Никола после тога одиграо одлично на Светском првенству у дресу репрезентације Србије. Друго појачање је био Немања Дангубић из Мега Визуре, чија је превасходна жеља било играње у Евролиги. Након тога управа успева да доведе и Мајка Цирбеса, немачког репрезентативног центра. И када се чинило да ће мањак буџета утицати на одлуку да Звезда не добије доброг играча на позицији један, доведено је и најзвучније појачање читавог рока - Маркус Вилијамс. Он је потписао уговор након солидних игара у екипи Локомотиве Кубањ и то за знатно скромнију плату. Ростер је попуњен након завршетка Светског првенства потписивањем још једног репрезентативца Србије и великог Звездаша - Стефана Јовића. Од младих играча из ФМП-а Звезди су прикључени Ђорђе Каплановић и Никола Чворовић. Прилику да забележе прве минуте у сениорском тиму током сезоне добили су и играчи јуниорског погона Александар Аранитовић и Алекса Раданов.
Треба истаћи да је тим сезону завршио у истом саставу у ком ју је и започео, те да није било изненадних одлазака, отпуштања или тежих повреда.

## Тим
| Број   | Број   | Позиција      | Име              | Националност              | Напомене |
| ------ | ------ | ------------- | ---------------- | ------------------------- | -------- |
| 3      | 3      | плејмејкер    | Маркус Вилијамс  | Сједињене Америчке Државе |          |
| 4      | 4      | плејмејкер    | Никола Ребић     | Србија                    |          |
| 5      | 5      | крило         | Никола Чворовић  | Србија                    |          |
| 6      | 6      | крило         | Немања Дангубић  | Србија                    |          |
| 9      | 9      | крилни центар | Лука Митровић    | Србија                    | Капитен. |
| 10     | 10     | бек           | Бранко Лазић     | Србија                    |          |
| 11     | 11     | бек           | Јака Блажич      | Словенија                 |          |
| 12     | 12     | крило         | Никола Калинић   | Србија                    |          |
| 13     | 13     | центар        | Бобан Марјановић | Србија                    |          |
| 14     | 14     | крилни центар | Ђорђе Каплановић | Србија                    |          |
| 15     | 15     | крилни центар | Марко Тејић      | Србија                    |          |
| 22     | 22     | бек           | Чарлс Џенкинс    | Сједињене Америчке Државе |          |
| 24     | 24     | плејмејкер    | Стефан Јовић     | Србија                    |          |
| 33     | 33     | центар        | Мајк Цирбес      | Њемачка                   |          |
| Тренер | Тренер | Тренер        | Дејан Радоњић    | Црна Гора                 |          |

### План позиција
| Поз. | Прва петорка     | Прве замене     | Друге замене | Резерве          |
| ---- | ---------------- | --------------- | ------------ | ---------------- |
| Ц    | Бобан Марјановић | Мајк Цирбес     |              | Ђорђе Каплановић |
| КЦ   | Лука Митровић    | Марко Тејић     |              |                  |
| К    | Никола Калинић   | Немања Дангубић |              | Никола Чворовић  |
| Б    | Јака Блажич      | Чарлс Џенкинс   | Бранко Лазић |                  |
| П    | Маркус Вилијамс  | Стефан Јовић    | Никола Ребић |                  |

## Промене у саставу
| - Никола Калинић (из Раднички Крагујевац) - Немања Дангубић (из Мега Визура) - Мајк Цирбес (из Брозе Баскетс Бамберг) - Маркус Вилијамс (из Локомотива Кубањ) - Никола Чворовић (из ФМП) - Ђорђе Каплановић (из ФМП) - Стефан Јовић (из Раднички Крагујевац) | - Демаркус Нелсон (у Панатинаикос) - Тадија Драгићевић (у Стразбур ИГ) - Рашко Катић (у Сарагоса 2002) - Олександр Липовиј (у Будивељник) - Иван Раденовић (у Кошалин) - Марко Симоновић (у ЕБ По Лак Ортез) - Стефан Лазаревић (у ФМП) |

## Евролига
Тим Црвене звезде је са просеком старости играча од 24,3 године био убедљиво најмлађи у овој сезони Евролиге. По клупском буџету се налазио на 22. месту, док је од тимова који су се пласирали у „Топ 16“ фазу био екипа са најмањим буџетом. Звезда је једини клуб који је ове сезоне прошао у „Топ 16“ фазу, а да се при жребу није налазио у прва 4 шешира.
Црвена звезда је са просечном посетом од 14.483 навијача по мечу била најгледанији тим Евролиге у овој сезони. Укупно је Звездине утакмице посматрало 159,309 гледалаца. Највећа појединачна посета забележена је на дуелима са Реал Мадридом (18.733 гледалаца) и братским Олимпијакосом (18.732 гледалаца).

### Прва фаза „Топ 24“ — Група Д
Тим Црвене звезде је у првом делу Евролиге забележио веома добре резултате у својој Д групи. Укупан скор тима био је 6 победа и 4 пораза, али је пласман у „Топ 16“ обезбеђен два кола пре краја првог дела. Бобан Марјановић је два пута био најкориснији играч кола, а и на крају прве фазе је имао највише индексних поена, као и највише скокова. Са друге стране Маркус Вилијамс је имао највећи просек асистенција по утакмици, а на гостовању Галатасарају поставио је нови рекорд Евролиге са чак 17 асистенција на једном мечу. Ипак, утакмицу у Истанбулу је обележило убиство навијача Марка Ивковића испред Абди Ипекчи арене, а епилог догађаја везаних за ово гостовање су биле и казне Звезди од једне, односно Галатасарају од три утакмице без публике.
|    | Екипа                    | Игр. | Поб. | Изг. | П+  | П-  | П+/- | Тај-брек  |
| -- | ------------------------ | ---- | ---- | ---- | --- | --- | ---- | --------- |
| 1. | Олимпијакос              | 10   | 8    | 2    | 748 | 711 | +37  |           |
| 2. | Црвена звезда Телеком    | 10   | 6    | 4    | 784 | 728 | +56  |           |
| 3. | Лаборал Кућа             | 10   | 5    | 5    | 803 | 798 | +5   |           |
| 4. | Галатасарај Лив Хоспитал | 10   | 4    | 6    | 803 | 818 | -15  | 1-1 (+16) |
| 5. | Нептунас                 | 10   | 4    | 6    | 763 | 857 | -94  | 1-1 (-16) |
| 6. | Валенсија                | 10   | 3    | 7    | 775 | 764 | +11  |           |

| 16. 10. 2014. 20:45 Извештај |                                                                     | Црвена звезда Телеком | 76 : 68                  | Галатасарај Лив Хоспитал | Београдска арена, Београд Гледаоци: 16 834 Судије: Антонио Конде (ШПА), Панајотис Анастопулос (ГРЧ), Сефи Шемеш (ИЗР) |  |
| 16. 10. 2014. 20:45 Извештај | Четвртине: 17-20, 29-10, 17-18, 13-20                               |                       |                          |                          | Београдска арена, Београд Гледаоци: 16 834 Судије: Антонио Конде (ШПА), Панајотис Анастопулос (ГРЧ), Сефи Шемеш (ИЗР) |  |
| 16. 10. 2014. 20:45 Извештај | Поени: Марјановић 22 Скокови: Марјановић 10 Асистенције: Вилијамс 7 |                       | Ерцег 17 Ерцег 8 Аројо 5 |                          | Београдска арена, Београд Гледаоци: 16 834 Судије: Антонио Конде (ШПА), Панајотис Анастопулос (ГРЧ), Сефи Шемеш (ИЗР) |  |

| 23. 10. 2014. 18:00 Извештај |                                                                       | Нептунас | 83 : 81                            | Црвена звезда Телеком | Швитурио арена, Клајпеда Гледаоци: 5 309 Судије: Реџеп Анкарали (ТУР), Ђанлука Матиоли (ИТА), Карлос Перуха (ШПА) |  |
| 23. 10. 2014. 18:00 Извештај | Четвртине: 25-20, 22-17, 20-24, 16-20                                 |          |                                    |                       | Швитурио арена, Клајпеда Гледаоци: 5 309 Судије: Реџеп Анкарали (ТУР), Ђанлука Матиоли (ИТА), Карлос Перуха (ШПА) |  |
| 23. 10. 2014. 18:00 Извештај | Поени: Гајлијус 19 Скокови: Гајлијус, Галдикас 7 Асистенције: Шакур 6 |          | Вилијамс 23 Митровић 10 Вилијамс 6 |                       | Швитурио арена, Клајпеда Гледаоци: 5 309 Судије: Реџеп Анкарали (ТУР), Ђанлука Матиоли (ИТА), Карлос Перуха (ШПА) |  |

| 30. 10. 2014. 19:00 Извештај |                                                                    | Црвена звезда Телеком | 76 : 63                 | Валенсија | Београдска арена, Београд Гледаоци: 15 820 Судије: Луиђи Ламоника (ИТА), Борис Шулга (УКР), Сергеј Зашчук (УКР) |  |
| 30. 10. 2014. 19:00 Извештај | Четвртине: 21-16, 18-10, 26-16, 11-21                              |                       |                         |           | Београдска арена, Београд Гледаоци: 15 820 Судије: Луиђи Ламоника (ИТА), Борис Шулга (УКР), Сергеј Зашчук (УКР) |  |
| 30. 10. 2014. 19:00 Извештај | Поени: Марјановић 16 Скокови: Марјановић 9 Асистенције: Вилијамс 8 |                       | Бајкс 14 Сато 7 Вивес 3 |           | Београдска арена, Београд Гледаоци: 15 820 Судије: Луиђи Ламоника (ИТА), Борис Шулга (УКР), Сергеј Зашчук (УКР) |  |

| 7. 11. 2014. 19:00 Извештај |                                                                               | Црвена звезда Телеком | 57 : 62                          | Олимпијакос | Београдска арена, Београд Гледаоци: 18 732 Судије: Даниел Хиерезуело (ШПА), Еди Виатор (ФРА), Рушту Нуран (ТУР) |  |
| 7. 11. 2014. 19:00 Извештај | Четвртине: 14-13, 12-24, 10-13, 21-12                                         |                       |                                  |             | Београдска арена, Београд Гледаоци: 18 732 Судије: Даниел Хиерезуело (ШПА), Еди Виатор (ФРА), Рушту Нуран (ТУР) |  |
| 7. 11. 2014. 19:00 Извештај | Поени: Марјановић 13 Скокови: Марјановић 14 Асистенције: Вилијамс, Митровић 4 |                       | Спанулис 14 Аграванис 9 Слукас 5 |             | Београдска арена, Београд Гледаоци: 18 732 Судије: Даниел Хиерезуело (ШПА), Еди Виатор (ФРА), Рушту Нуран (ТУР) |  |

| 13. 11. 2014. 20:30 Извештај |                                                               | Лаборал Кућа | 66 : 86                          | Црвена звезда Телеком | Фернандо Буеса арена, Виторија Гледаоци: 8 064 Судије: Спирос Гонтас (ГРЧ), Марек Цмикиевич (ПОЉ), Анастасиос Пилоидис (ГРЧ) |  |
| 13. 11. 2014. 20:30 Извештај | Четвртине: 22-21, 12-20, 16-25, 16-20                         |              |                                  |                       | Фернандо Буеса арена, Виторија Гледаоци: 8 064 Судије: Спирос Гонтас (ГРЧ), Марек Цмикиевич (ПОЉ), Анастасиос Пилоидис (ГРЧ) |  |
| 13. 11. 2014. 20:30 Извештај | Поени: Шенгелија 20 Скокови: Шенгелија 5 Асистенције: Ертел 7 |              | Митровић 17 Калинић 8 Вилијамс 6 |                       | Фернандо Буеса арена, Виторија Гледаоци: 8 064 Судије: Спирос Гонтас (ГРЧ), Марек Цмикиевич (ПОЉ), Анастасиос Пилоидис (ГРЧ) |  |

| 21. 11. 2014. 19:00 Извештај |                                                               | Галатасарај Лив Хоспитал | 110 : 103                             | Црвена звезда Телеком | Абди Ипекчи арена, Истанбул Гледаоци: 8 582 Судије: Паоло Таурино (ИТА), Томас Јасевичиус (ЛИТ), Аре Халико (ЕСТ) |  |
| 21. 11. 2014. 19:00 Извештај | Четвртине: 22-16, 23-24, 9-23, 28-19, 28-21 (2 прод.)         |                          |                                       |                       | Абди Ипекчи арена, Истанбул Гледаоци: 8 582 Судије: Паоло Таурино (ИТА), Томас Јасевичиус (ЛИТ), Аре Халико (ЕСТ) |  |
| 21. 11. 2014. 19:00 Извештај | Поени: Ерцег 32 Скокови: Гулер 8 Асистенције: Аројо, Арслан 6 |                          | Митровић 30 Марјановић 17 Вилијамс 17 |                       | Абди Ипекчи арена, Истанбул Гледаоци: 8 582 Судије: Паоло Таурино (ИТА), Томас Јасевичиус (ЛИТ), Аре Халико (ЕСТ) |  |

| 27. 11. 2014. 19:00 Извештај |                                                                     | Црвена звезда Телеком | 79 : 62                                   | Нептунас | Београдска арена, Београд Гледаоци: 12 547 Судије: Висенте Булто (ШПА), Елиас Коромилас (ГРЧ), Пјотр Пастусиак (ПОЉ) |  |
| 27. 11. 2014. 19:00 Извештај | Четвртине: 22-14, 13-23, 27-10, 17-15                               |                       |                                           |          | Београдска арена, Београд Гледаоци: 12 547 Судије: Висенте Булто (ШПА), Елиас Коромилас (ГРЧ), Пјотр Пастусиак (ПОЉ) |  |
| 27. 11. 2014. 19:00 Извештај | Поени: Марјановић 24 Скокови: Марјановић 12 Асистенције: Вилијамс 7 |                       | Гајлијус 18 Бенсон, Завацкас 7 Гајлијус 6 |          | Београдска арена, Београд Гледаоци: 12 547 Судије: Висенте Булто (ШПА), Елиас Коромилас (ГРЧ), Пјотр Пастусиак (ПОЉ) |  |

| 5. 12. 2014. 21:00 Извештај |                                                          | Валенсија | 68 : 77                                | Црвена звезда Телеком | Арена Фуенте Сан Луис, Валенсија Гледаоци: 6 387 Судије: Роберто Киари (ИТА), Јакуб Замојски (ПОЉ), Жосеф Бисанг (ФРА) |  |
| 5. 12. 2014. 21:00 Извештај | Четвртине: 16-20, 21-22, 15-20, 16-15                    |           |                                        |                       | Арена Фуенте Сан Луис, Валенсија Гледаоци: 6 387 Судије: Роберто Киари (ИТА), Јакуб Замојски (ПОЉ), Жосеф Бисанг (ФРА) |  |
| 5. 12. 2014. 21:00 Извештај | Поени: Дубљевић 22 Скокови: Лучић 6 Асистенције: Рибас 6 |           | Марјановић 18 Марјановић 11 Митровић 6 |                       | Арена Фуенте Сан Луис, Валенсија Гледаоци: 6 387 Судије: Роберто Киари (ИТА), Јакуб Замојски (ПОЉ), Жосеф Бисанг (ФРА) |  |

| 12. 12. 2014. 20:45 Извештај |                                                            | Олимпијакос | 64 : 59                                       | Црвена звезда Телеком | Дворана мира и пријатељства, Пиреј Гледаоци: 11 573 Судије: Борис Рижик (УКР), Пјотр Пастусиак (ПОЉ), Давид Романо (ИЗР) |  |
| 12. 12. 2014. 20:45 Извештај | Четвртине: 13-16, 14-12, 15-20, 22-11                      |             |                                               |                       | Дворана мира и пријатељства, Пиреј Гледаоци: 11 573 Судије: Борис Рижик (УКР), Пјотр Пастусиак (ПОЉ), Давид Романо (ИЗР) |  |
| 12. 12. 2014. 20:45 Извештај | Поени: Спанулис 15 Скокови: Петвеј 7 Асистенције: Слукас 5 |             | Марјановић 17 Марјановић 13 Вилијамс, Јовић 4 |                       | Дворана мира и пријатељства, Пиреј Гледаоци: 11 573 Судије: Борис Рижик (УКР), Пјотр Пастусиак (ПОЉ), Давид Романо (ИЗР) |  |

| 19. 12. 2014. 19:00 Извештај |                                                                   | Црвена звезда Телеком | 90 : 82                   | Лаборал Кућа | Хала Пионир, Београд Гледаоци: 0 Судије: Луиђи Ламоника (ИТА), Паоло Таурино (ИТА), Сергеј Зашчук (УКР) |  |
| 19. 12. 2014. 19:00 Извештај | Четвртине: 18-18, 28-27, 24-18, 20-19                             |                       |                           |              | Хала Пионир, Београд Гледаоци: 0 Судије: Луиђи Ламоника (ИТА), Паоло Таурино (ИТА), Сергеј Зашчук (УКР) |  |
| 19. 12. 2014. 19:00 Извештај | Поени: Вилијамс 23 Скокови: Марјановић 12 Асистенције: Вилијамс 8 |                       | Бертанс 16 Тили 7 Ертел 7 |              | Хала Пионир, Београд Гледаоци: 0 Судије: Луиђи Ламоника (ИТА), Паоло Таурино (ИТА), Сергеј Зашчук (УКР) |  |

### Друга фаза „Топ 16“ — Група Е
У „Топ 16“ фази Црвена звезда је бележила променљиве резултате. Поред очекиваних пораза од фаворита за освајање Евролиге, Звезда је неколико утакмица изгубила непланирано, тако да је пар кола пре завршетка ове фазе изгубила шансе за пласман у четвртфинале. До прве победе дошла је тек у петом колу и то над екипом берлинске Албе у Пиониру. У наредном колу уследио је изненађујући пораз од Жалгириса у Комбанк арени, а на овој утакмици црвено-бели су оборили и један негативни рекорд Евролиге промашивши свих 19 шутева за три поена. Друга победа забележена је у десетом колу, када је у Арени савладан Макаби из Тел Авива, прошлосезонски првак Европе. У једанаестом колу клуб је по први пут у „Топ 16“ фази тријумфовао на гостујућем терену, а том приликом је у Истанбулу убедљиво надигран Галатасарај. Наступ у овој сезони Евролиге окончан је пред пуним Пиониром и то победом над старим дужником Панатинаикосом у узбудљивој завршници. Тесну победу Звезди тада је са линије слободних бацања донео Бобан Марјановић, коме је учинак на том мечу донео звање најкориснијег играча кола по трећи пут у овој сезони. Марјановић је сјајном игром обележио и ову фазу такмичења, као и уосталом целу сезону. Поставио је нове рекорде Евролиге у укупном индексу корисности, броју скокова и броју дабл-даблова у једној сезони. Уврштен је у прву поставу идеалног тима Евролиге за сезону 2014/15. и једини је играч у том избору који потиче из тима елиминисаног пре четвртфинала.
|    | Екипа                    | Игр. | Поб. | Изг. | П+   | П-   | П+/- | Тај-брек |
| -- | ------------------------ | ---- | ---- | ---- | ---- | ---- | ---- | -------- |
| 1. | Реал Мадрид              | 14   | 11   | 3    | 1224 | 1132 | +192 |          |
| 2. | Барселона                | 14   | 11   | 3    | 1149 | 1062 | +87  |          |
| 3. | Макаби Електра           | 14   | 9    | 5    | 1071 | 1072 | -1   |          |
| 4. | Панатинаикос             | 14   | 7    | 7    | 1048 | 1022 | +26  | 1-1 (+4) |
| 5. | АЛБА Берлин              | 14   | 7    | 7    | 976  | 1031 | -55  | 1-1 (-4) |
| 6. | Жалгирис                 | 14   | 5    | 9    | 1004 | 1075 | -71  |          |
| 7. | Црвена звезда Телеком    | 14   | 4    | 10   | 1025 | 1059 | -34  |          |
| 8. | Галатасарај Лив Хоспитал | 14   | 2    | 12   | 1023 | 1167 | -144 |          |

| 2. 1. 2015. 19:00 Извештај |                                                                       | Црвена звезда Телеком | 72 : 79                        | Реал Мадрид | Београдска арена, Београд Гледаоци: 18 733 Судије: Христос Христодулу (ГРЧ), Спирос Гонтас (ГРЧ), Никола Маестре (ФРА) |  |
| 2. 1. 2015. 19:00 Извештај | Четвртине: 12-15, 19-19, 14-24, 27-21                                 |                       |                                |             | Београдска арена, Београд Гледаоци: 18 733 Судије: Христос Христодулу (ГРЧ), Спирос Гонтас (ГРЧ), Никола Маестре (ФРА) |  |
| 2. 1. 2015. 19:00 Извештај | Поени: Митровић, Цирбес 13 Скокови: Марјановић 7 Асистенције: Јовић 9 |                       | Фернандез 15 Фернандез 6 Љуљ 9 |             | Београдска арена, Београд Гледаоци: 18 733 Судије: Христос Христодулу (ГРЧ), Спирос Гонтас (ГРЧ), Никола Маестре (ФРА) |  |

| 8. 1. 2015. 20:05 Извештај |                                                        | Макаби Електра | 78 : 67                                    | Црвена звезда Телеком | Менора Мивташим арена, Тел Авив Гледаоци: 11 060 Судије: Хуан Карлос Гарсија Гонзалез (ШПА), Антонио Конде (ШПА), Петрос Папапетру (ГРЧ) |  |
| 8. 1. 2015. 20:05 Извештај | Четвртине: 21-18, 16-15, 19-16, 22-18                  |                |                                            |                       | Менора Мивташим арена, Тел Авив Гледаоци: 11 060 Судије: Хуан Карлос Гарсија Гонзалез (ШПА), Антонио Конде (ШПА), Петрос Папапетру (ГРЧ) |  |
| 8. 1. 2015. 20:05 Извештај | Поени: Рендл 16 Скокови: Смит 10 Асистенције: Охајон 8 |                | Калинић 18 Блажич, Марјановић 8 Вилијамс 9 |                       | Менора Мивташим арена, Тел Авив Гледаоци: 11 060 Судије: Хуан Карлос Гарсија Гонзалез (ШПА), Антонио Конде (ШПА), Петрос Папапетру (ГРЧ) |  |

| 16. 1. 2015. 21:00 Извештај |                                                                            | Црвена звезда Телеком | 65 : 74                         | Галатасарај Лив Хоспитал | Београдска арена, Београд Гледаоци: 17 821 Судије: Даниел Хиерезуело (ШПА), Олег Латишевс (ЛЕТ), Пјотр Пастусиак (ПОЉ) |  |
| 16. 1. 2015. 21:00 Извештај | Четвртине: 19-21, 16-12, 12-18, 18-23                                      |                       |                                 |                          | Београдска арена, Београд Гледаоци: 17 821 Судије: Даниел Хиерезуело (ШПА), Олег Латишевс (ЛЕТ), Пјотр Пастусиак (ПОЉ) |  |
| 16. 1. 2015. 21:00 Извештај | Поени: Марјановић 18 Скокови: Марјановић, Цирбес 7 Асистенције: Вилијамс 4 |                       | Мицов 12 Марић 7 Аројо, Мицов 3 |                          | Београдска арена, Београд Гледаоци: 17 821 Судије: Даниел Хиерезуело (ШПА), Олег Латишевс (ЛЕТ), Пјотр Пастусиак (ПОЉ) |  |

| 23. 1. 2015. 20:45 Извештај |                                                           | Барселона | 92 : 77                                  | Црвена звезда Телеком | Дворана Блауграна, Барселона Гледаоци: 7 340 Судије: Борис Рижик (УКР), Роберто Киари (ИТА), Јоанис Фуфис (ГРЧ) |  |
| 23. 1. 2015. 20:45 Извештај | Четвртине: 27-21, 22-17, 21-21, 22-18                     |           |                                          |                       | Дворана Блауграна, Барселона Гледаоци: 7 340 Судије: Борис Рижик (УКР), Роберто Киари (ИТА), Јоанис Фуфис (ГРЧ) |  |
| 23. 1. 2015. 20:45 Извештај | Поени: Абрињес 15 Скокови: Томић 10 Асистенције: Уертас 7 |           | Блажич 13 Марјановић 7 Вилијамс, Јовић 3 |                       | Дворана Блауграна, Барселона Гледаоци: 7 340 Судије: Борис Рижик (УКР), Роберто Киари (ИТА), Јоанис Фуфис (ГРЧ) |  |

| 29. 1. 2015. 20:45 Извештај |                                                                      | Црвена звезда Телеком | 86 : 69                     | АЛБА Берлин | Хала Пионир, Београд Гледаоци: 5 908 Судије: Луиђи Ламоника (ИТА), Елиас Коромилас (ГРЧ), Борис Шулга (УКР) |  |
| 29. 1. 2015. 20:45 Извештај | Четвртине: 22-12, 25-17, 17-18, 22-22                                |                       |                             |             | Хала Пионир, Београд Гледаоци: 5 908 Судије: Луиђи Ламоника (ИТА), Елиас Коромилас (ГРЧ), Борис Шулга (УКР) |  |
| 29. 1. 2015. 20:45 Извештај | Поени: Марјановић 17 Скокови: Марјановић 12 Асистенције: Вилијамс 10 |                       | Меклин 14 Ренфро 8 Ренфро 4 |             | Хала Пионир, Београд Гледаоци: 5 908 Судије: Луиђи Ламоника (ИТА), Елиас Коромилас (ГРЧ), Борис Шулга (УКР) |  |

| 5. 2. 2015. 20:45 Извештај |                                                                     | Црвена звезда Телеком | 68 : 70                                        | Жалгирис | Београдска арена, Београд Гледаоци: 18 382 Судије: Хуан Карлос Гарсија Гонзалез (ШПА), Спирос Гонтас (ГРЧ), Карлос Кортес (ШПА) |  |
| 5. 2. 2015. 20:45 Извештај | Четвртине: 13-20, 21-19, 15-14, 19-17                               |                       |                                                |          | Београдска арена, Београд Гледаоци: 18 382 Судије: Хуан Карлос Гарсија Гонзалез (ШПА), Спирос Гонтас (ГРЧ), Карлос Кортес (ШПА) |  |
| 5. 2. 2015. 20:45 Извештај | Поени: Марјановић 17 Скокови: Марјановић 10 Асистенције: Вилијамс 7 |                       | Андерсон 22 Јанкунас 8 Лекавичијус, Милакнис 3 |          | Београдска арена, Београд Гледаоци: 18 382 Судије: Хуан Карлос Гарсија Гонзалез (ШПА), Спирос Гонтас (ГРЧ), Карлос Кортес (ШПА) |  |

| 13. 1. 2015. 20:45 Извештај |                                                                      | Панатинаикос | 74 : 69                                        | Црвена звезда Телеком | Олимпијска дворана, Атина Гледаоци: 10 101 Судије: Висенте Булто (ШПА), Толга Сахин (ИТА), Сергеј Зашчук (УКР) |  |
| 13. 1. 2015. 20:45 Извештај | Четвртине: 26-6, 11-23, 15-22, 22-18                                 |              |                                                |                       | Олимпијска дворана, Атина Гледаоци: 10 101 Судије: Висенте Булто (ШПА), Толга Сахин (ИТА), Сергеј Зашчук (УКР) |  |
| 13. 1. 2015. 20:45 Извештај | Поени: Слотер 16 Скокови: Гист, Фоцис 5 Асистенције: Дијамантидис 10 |              | Марјановић, Џенкинс 17 Марјановић 10 Калинић 4 |                       | Олимпијска дворана, Атина Гледаоци: 10 101 Судије: Висенте Булто (ШПА), Толга Сахин (ИТА), Сергеј Зашчук (УКР) |  |

| 26. 2. 2015. 20:45 Извештај |                                                             | Реал Мадрид | 85 : 61                                | Црвена звезда Телеком | Палата спортова Покрајине Мадрид, Мадрид Гледаоци: 11 385 Судије: Роберт Лотермозер (НЕМ), Роберто Киари (ИТА), Анастасиос Пилоидис (ГРЧ) |  |
| 26. 2. 2015. 20:45 Извештај | Четвртине: 16-18, 24-11, 20-17, 25-15                       |             |                                        |                       | Палата спортова Покрајине Мадрид, Мадрид Гледаоци: 11 385 Судије: Роберт Лотермозер (НЕМ), Роберто Киари (ИТА), Анастасиос Пилоидис (ГРЧ) |  |
| 26. 2. 2015. 20:45 Извештај | Поени: Керол 17 Скокови: Рејес, Слотер 5 Асистенције: Љуљ 7 |             | Марјановић 21 Марјановић 13 Вилијамс 8 |                       | Палата спортова Покрајине Мадрид, Мадрид Гледаоци: 11 385 Судије: Роберт Лотермозер (НЕМ), Роберто Киари (ИТА), Анастасиос Пилоидис (ГРЧ) |  |

| 5. 3. 2015. 20:45 Извештај |                                                                     | Црвена звезда Телеком | 89 : 76                  | Макаби Електра | Београдска арена, Београд Гледаоци: 9 926 Судије: Даниел Хиерезуело (ШПА), Марчин Ковалски (ПОЉ), Бењамин Хименез (ШПА) |  |
| 5. 3. 2015. 20:45 Извештај | Четвртине: 18-20, 20-14, 16-25, 35-17                               |                       |                          |                | Београдска арена, Београд Гледаоци: 9 926 Судије: Даниел Хиерезуело (ШПА), Марчин Ковалски (ПОЉ), Бењамин Хименез (ШПА) |  |
| 5. 3. 2015. 20:45 Извештај | Поени: Марјановић 19 Скокови: Марјановић 17 Асистенције: Вилијамс 5 |                       | Смит 15 Тајус 8 Охајон 8 |                | Београдска арена, Београд Гледаоци: 9 926 Судије: Даниел Хиерезуело (ШПА), Марчин Ковалски (ПОЉ), Бењамин Хименез (ШПА) |  |

| 12. 3. 2015. 19:00 Извештај |                                                          | Галатасарај Лив Хоспитал | 68 : 91                        | Црвена звезда Телеком | Абди Ипекчи арена, Истанбул Гледаоци: 6 231 Судије: Христос Христодулу (ГРЧ), Хуан Карлос Гарсија Гонзалез (ШПА), Томас Јасевичиус (ЛИТ) |  |
| 12. 3. 2015. 19:00 Извештај | Четвртине: 16-21, 19-31, 16-15, 17-24                    |                          |                                |                       | Абди Ипекчи арена, Истанбул Гледаоци: 6 231 Судије: Христос Христодулу (ГРЧ), Хуан Карлос Гарсија Гонзалез (ШПА), Томас Јасевичиус (ЛИТ) |  |
| 12. 3. 2015. 19:00 Извештај | Поени: Поцјус 13 Скокови: Јанг 5 Асистенције: 3 играча 2 |                          | Блажич 19 Марјановић 9 Јовић 8 |                       | Абди Ипекчи арена, Истанбул Гледаоци: 6 231 Судије: Христос Христодулу (ГРЧ), Хуан Карлос Гарсија Гонзалез (ШПА), Томас Јасевичиус (ЛИТ) |  |

| 20. 3. 2015. 21:00 Извештај |                                                                     | Црвена звезда Телеком | 73 : 77                              | Барселона | Београдска арена, Београд Гледаоци: 18 450 Судије: Еди Виатор (ФРА), Елиас Коромилас (ГРЧ), Аре Халико (ЕСТ) |  |
| 20. 3. 2015. 21:00 Извештај | Четвртине: 15-15, 17-22, 18-11, 23-29                               |                       |                                      |           | Београдска арена, Београд Гледаоци: 18 450 Судије: Еди Виатор (ФРА), Елиас Коромилас (ГРЧ), Аре Халико (ЕСТ) |  |
| 20. 3. 2015. 21:00 Извештај | Поени: Марјановић 23 Скокови: Марјановић 11 Асистенције: Вилијамс 6 |                       | Наваро 12 Саторански 10 Саторански 5 |           | Београдска арена, Београд Гледаоци: 18 450 Судије: Еди Виатор (ФРА), Елиас Коромилас (ГРЧ), Аре Халико (ЕСТ) |  |

| 26. 3. 2015. 20:15 Извештај |                                                          | АЛБА Берлин | 73 : 68                                       | Црвена звезда Телеком | О2 World, Берлин Гледаоци: 10 867 Судије: Луиђи Ламоника (ИТА), Јоанис Фуфис (ГРЧ), Карлос Перуха (ШПА) |  |
| 26. 3. 2015. 20:15 Извештај | Четвртине: 22-9, 17-13, 20-27, 14-19                     |             |                                               |                       | О2 World, Берлин Гледаоци: 10 867 Судије: Луиђи Ламоника (ИТА), Јоанис Фуфис (ГРЧ), Карлос Перуха (ШПА) |  |
| 26. 3. 2015. 20:15 Извештај | Поени: Банић 18 Скокови: Рединг 7 Асистенције: Рединг 11 |             | Марјановић 27 Марјановић, Митровић 10 Јовић 5 |                       | О2 World, Берлин Гледаоци: 10 867 Судије: Луиђи Ламоника (ИТА), Јоанис Фуфис (ГРЧ), Карлос Перуха (ШПА) |  |

| 3. 4. 2015. 18:45 Извештај |                                                                | Жалгирис | 76 : 70                                | Црвена звезда Телеком | Жалгирис арена, Каунас Гледаоци: 9 015 Судије: Даниел Хиерезуело (ШПА), Емилио Перез Пизаро (ШПА), Марчин Ковалски (ПОЉ) |  |
| 3. 4. 2015. 18:45 Извештај | Четвртине: 12-12, 28-15, 11-28, 25-15                          |          |                                        |                       | Жалгирис арена, Каунас Гледаоци: 9 015 Судије: Даниел Хиерезуело (ШПА), Емилио Перез Пизаро (ШПА), Марчин Ковалски (ПОЉ) |  |
| 3. 4. 2015. 18:45 Извештај | Поени: Јанкунас 19 Скокови: Јанкунас 9 Асистенције: Андерсон 5 |          | Марјановић 14 Марјановић 12 Вилијамс 5 |                       | Жалгирис арена, Каунас Гледаоци: 9 015 Судије: Даниел Хиерезуело (ШПА), Емилио Перез Пизаро (ШПА), Марчин Ковалски (ПОЉ) |  |

| 9. 4. 2015. 20:45 Извештај |                                                                  | Црвена звезда Телеком | 69 : 68                                    | Панатинаикос | Хала Пионир, Београд Гледаоци: 6 156 Судије: Борис Рижик (УКР), Кармело Патернико (ИТА), Олег Латишевс (ЛЕТ) |  |
| 9. 4. 2015. 20:45 Извештај | Четвртине: 16-7, 14-19, 14-19, 25-23                             |                       |                                            |              | Хала Пионир, Београд Гледаоци: 6 156 Судије: Борис Рижик (УКР), Кармело Патернико (ИТА), Олег Латишевс (ЛЕТ) |  |
| 9. 4. 2015. 20:45 Извештај | Поени: Калинић 14 Скокови: Марјановић 16 Асистенције: Вилијамс 7 |                       | Батиста 15 Батиста, Фоцис 6 Дијамантидис 6 |              | Хала Пионир, Београд Гледаоци: 6 156 Судије: Борис Рижик (УКР), Кармело Патернико (ИТА), Олег Латишевс (ЛЕТ) |  |

## Јадранска лига
У регуларном делу сезоне регионалног такмичења Црвена звезда је наставила да побољшава свој резултат. Са 20 победа у низу од старта сезоне успела је да постави нови рекорд лиге по броју узастопних тријумфа. Први пораз црвено-белима нанела је Крка у 21. колу, а други је уследио два кола касније и то у дуелу са вечитим ривалом Партизаном. Регуларни део сезоне Звезда је завршила убедљиво на првом месту са скором од 24 победе и 2 пораза и тиме изједначила рекорде Партизана (сез. 2007/08.) и Макабија из Тел Авива (сез. 2011/12.).
На крају регуларног дела првенства Бобан Марјановић је уврштен у идеалну петорку АБА лиге и то другу сезону заредом. Дејан Радоњић је такође по други пут узастопно изабран за тренера године.

### Табела
|    | Тим                   | Игр. | Поб. | Изг. | П+   | П-   | П+/- | Бод |
| -- | --------------------- | ---- | ---- | ---- | ---- | ---- | ---- | --- |
| 1  | Црвена звезда Телеком | 26   | 24   | 2    | 2147 | 1790 | +357 | 50  |
| 2  | Будућност ВОЛИ        | 26   | 19   | 7    | 1993 | 1816 | +177 | 45  |
| 3  | Цедевита              | 26   | 18   | 8    | 2004 | 1838 | +166 | 44  |
| 4  | Партизан НИС          | 26   | 18   | 8    | 1924 | 1778 | +146 | 44  |
| 5  | Унион Олимпија        | 26   | 15   | 11   | 1952 | 1849 | +103 | 41  |
| 6  | Металац Фармаком      | 26   | 13   | 13   | 1852 | 1936 | -84  | 39  |
| 7  | Солнок Олај           | 26   | 12   | 14   | 1863 | 1922 | -59  | 38  |
| 8  | Задар                 | 26   | 12   | 14   | 1861 | 1931 | -70  | 38  |
| 9  | Крка                  | 26   | 12   | 14   | 1894 | 1877 | +17  | 38  |
| 10 | Мега Лекс             | 26   | 11   | 15   | 2148 | 2148 | 0    | 37  |
| 11 | Цибона                | 26   | 10   | 16   | 1934 | 2033 | -99  | 36  |
| 12 | Игокеа                | 26   | 9    | 17   | 1866 | 1912 | -46  | 34  |
| 13 | МЗТ Скопље Аеродром   | 26   | 7    | 19   | 1775 | 1938 | -163 | 33  |
| 14 | Левски Софија (-1)    | 26   | 2    | 24   | 1698 | 2143 | -445 | 27  |

Легенда:

### Плеј-оф

#### Полуфинале
У полуфиналу доигравања Црвена звезда се састала са четвртопласираним Партизаном, а освојеним првим местом у регуларном делу сезоне обезбедила је предност домаћег терена у првој, другој и евентуалној петој утакмици. После сигурне победе у првој утакмици, Звезда је доживела пораз у другој пред домаћим навијачима. Уочи првог гостовања велики број навијача је подржао играче пред тренинг у Пиониру. То им је дало додатни подстрек и Црвена звезда је у трећој утакмици забележила веома битан тријумф. У одлучујућој четвртој утакмици, такође на гостујућем терену, Црвена звезда је сигурном игром остварила трећу победу и тако се пласирала у финале, али и изборила играње Евролиге и у наредној сезони. Из четвртог меча, између осталог, треба истаћи 17 везаних поена Маркуса Вилијамса и то у моментима када је Партизан резултатски пришао. Ово је био први тријумф Звезде над Партизаном у доигравање серији после паузе дуге 21 годину. Такође је занимљив и податак да је победа црвено-белих у четвртој утакмици уједно и јубиларна стота у историји дуела са вечитим ривалом.
| 14. 4. 2015. 21:00 | Извештај | Црвена звезда Телеком                                                    | 73 : 64 | Партизан НИС                 | Хала Пионир, Београд Гледаоци: 5.932 Судије: Сретен Радовић (ХРВ), Миливоје Јовчић (СРБ), Дамир Јавор (СЛО) |  |
| 14. 4. 2015. 21:00 | Извештај | Четвртине: 24-13, 14-18, 17-21, 18-12                                    |         |                              | Хала Пионир, Београд Гледаоци: 5.932 Судије: Сретен Радовић (ХРВ), Миливоје Јовчић (СРБ), Дамир Јавор (СЛО) |  |
| 14. 4. 2015. 21:00 | Извештај | Поени: Џенкинс 19 Скокови: Марјановић 9 Асистенције: Вилијамс, Калинић 3 |         | Мачван 12 Мачван 12 Мачван 5 | Хала Пионир, Београд Гледаоци: 5.932 Судије: Сретен Радовић (ХРВ), Миливоје Јовчић (СРБ), Дамир Јавор (СЛО) |  |

| 15. 4. 2015. 21:00 | Извештај | Црвена звезда Телеком                                           | 68 : 70 | Партизан НИС                    | Хала Пионир, Београд Гледаоци: 5.983 Судије: Срђан Дожаи (ХРВ), Матеј Болтаузер (СЛО), Синиша Херцег (ХРВ) |  |
| 15. 4. 2015. 21:00 | Извештај | Четвртине: 17-22, 18-20, 13-16, 20-12                           |         |                                 | Хала Пионир, Београд Гледаоци: 5.983 Судије: Срђан Дожаи (ХРВ), Матеј Болтаузер (СЛО), Синиша Херцег (ХРВ) |  |
| 15. 4. 2015. 21:00 | Извештај | Поени: Џенкинс 19 Скокови: Марјановић 8 Асистенције: Вилијамс 3 |         | Мачван 14 Мачван 17 Милутинов 4 | Хала Пионир, Београд Гледаоци: 5.983 Судије: Срђан Дожаи (ХРВ), Матеј Болтаузер (СЛО), Синиша Херцег (ХРВ) |  |

| 18. 4. 2015. 21:00 | Извештај | Партизан НИС                                                  | 85 : 95 | Црвена звезда Телеком            | Хала Пионир, Београд Гледаоци: 7.000 Судије: Илија Белошевић (СРБ), Сретен Радовић (ХРВ), Дамир Јавор (СЛО) |  |
| 18. 4. 2015. 21:00 | Извештај | Четвртине: 20-26, 24-25, 18-22, 23-22                         |         |                                  | Хала Пионир, Београд Гледаоци: 7.000 Судије: Илија Белошевић (СРБ), Сретен Радовић (ХРВ), Дамир Јавор (СЛО) |  |
| 18. 4. 2015. 21:00 | Извештај | Поени: Милосављевић 23 Скокови: Мачван 5 Асистенције: Тепић 3 |         | Калинић 25 Митровић 9 Митровић 5 | Хала Пионир, Београд Гледаоци: 7.000 Судије: Илија Белошевић (СРБ), Сретен Радовић (ХРВ), Дамир Јавор (СЛО) |  |

| 19. 4. 2015. 21:00 | Извештај | Партизан НИС                                                            | 73 : 81 | Црвена звезда Телеком                                         | Хала Пионир, Београд Гледаоци: 7.000 Судије: Саша Пукл (СЛО), Сашо Петек (СЛО), Томислав Хордов (ХРВ) |  |
| 19. 4. 2015. 21:00 | Извештај | Четвртине: 24-22, 12-16, 22-26, 15-17                                   |         |                                                               | Хала Пионир, Београд Гледаоци: 7.000 Судије: Саша Пукл (СЛО), Сашо Петек (СЛО), Томислав Хордов (ХРВ) |  |
| 19. 4. 2015. 21:00 | Извештај | Поени: Мурић 25 Скокови: Милутинов 8 Асистенције: Милосављевић, Мурић 3 |         | Вилијамс, Џенкинс 19 Марјановић 14 Јовић, Митровић, Џенкинс 3 | Хала Пионир, Београд Гледаоци: 7.000 Судије: Саша Пукл (СЛО), Сашо Петек (СЛО), Томислав Хордов (ХРВ) |  |

#### Финале
У финалу противник је била загребачка Цедевита. Оба београдска меча имала су готово идентичан ток - Звезда би у раној фази меча долазила до велике предности, док би до краја Цедевита успевала да је сустигне, али не и да окрене резултат у своју корист. Посебно битан фактор за ток финалне серије била је повреда Мајка Цирбеса у првој утакмици. Прва утакмица у Загребу била је једно од најлошијих издања Црвене звезде у сезони и убедљиво је изгубљена. Међутим, тим је позитивно одреаговао на овај пораз и уз повратак Цирбеса у четвртој утакмици финалне серије забележио победу, те је тако стигао до другог трофеја у сезони и прве титуле у Јадранској лиги. За најбољег играча доигравања проглашен је Бобан Марјановић.
| 25. 4. 2015. 21:00 | Извештај | Црвена звезда Телеком                                             | 68 : 59 | Цедевита                        | Хала Пионир, Београд Гледаоци: 5.526 Судије: Саша Пукл (СЛО), Здравко Рутешић (ЦГ), Милош Кољеншић (ЦГ) |  |
| 25. 4. 2015. 21:00 | Извештај | Четвртине: 24-9, 18-15, 12-20, 14-15                              |         |                                 | Хала Пионир, Београд Гледаоци: 5.526 Судије: Саша Пукл (СЛО), Здравко Рутешић (ЦГ), Милош Кољеншић (ЦГ) |  |
| 25. 4. 2015. 21:00 | Извештај | Поени: Митровић 18 Скокови: Марјановић 12 Асистенције: Вилијамс 5 |         | Бабић 12 Билан 8 Жганец, Укић 4 | Хала Пионир, Београд Гледаоци: 5.526 Судије: Саша Пукл (СЛО), Здравко Рутешић (ЦГ), Милош Кољеншић (ЦГ) |  |

| 26. 4. 2015. 20:30 | Извештај | Црвена звезда Телеком                                                 | 69 : 65 | Цедевита                  | Хала Пионир, Београд Гледаоци: 5.405 Судије: Матеј Болтаузер (СЛО), Сашо Петек (СЛО), Марио Мајкић (СЛО) |  |
| 26. 4. 2015. 20:30 | Извештај | Четвртине: 22-8, 18-24, 18-16, 11-17                                  |         |                           | Хала Пионир, Београд Гледаоци: 5.405 Судије: Матеј Болтаузер (СЛО), Сашо Петек (СЛО), Марио Мајкић (СЛО) |  |
| 26. 4. 2015. 20:30 | Извештај | Поени: Марјановић 20 Скокови: Марјановић 14 Асистенције: Марјановић 5 |         | Бабић 14 Жганец 8 Укић 10 | Хала Пионир, Београд Гледаоци: 5.405 Судије: Матеј Болтаузер (СЛО), Сашо Петек (СЛО), Марио Мајкић (СЛО) |  |

| 29. 4. 2015. 20:30 | Извештај | Цедевита                                                      | 72 : 62 | Црвена звезда Телеком              | Дом спортова, Загреб Гледаоци: 3.100 Судије: Матеј Болтаузер (СЛО), Дамир Јавор (СЛО), Милош Кољеншић (ЦГ) |  |
| 29. 4. 2015. 20:30 | Извештај | Четвртине: 23-16, 18-17, 27-13, 4-16                          |         |                                    | Дом спортова, Загреб Гледаоци: 3.100 Судије: Матеј Болтаузер (СЛО), Дамир Јавор (СЛО), Милош Кољеншић (ЦГ) |  |
| 29. 4. 2015. 20:30 | Извештај | Поени: Бараћ 15 Скокови: Жганец, Зупчић 6 Асистенције: Укић 4 |         | Марјановић 16 Калинић 7 Митровић 2 | Дом спортова, Загреб Гледаоци: 3.100 Судије: Матеј Болтаузер (СЛО), Дамир Јавор (СЛО), Милош Кољеншић (ЦГ) |  |

| 30. 4. 2015. 20:30 | Извештај | Цедевита                                                | 79 : 89 | Црвена звезда Телеком           | Дом спортова, Загреб Гледаоци: 3.050 Судије: Саша Пукл (СЛО), Сашо Петек (СЛО), Марио Мајкић (СЛО) |  |
| 30. 4. 2015. 20:30 | Извештај | Четвртине: 25-30, 10-22, 23-17, 21-20                   |         |                                 | Дом спортова, Загреб Гледаоци: 3.050 Судије: Саша Пукл (СЛО), Сашо Петек (СЛО), Марио Мајкић (СЛО) |  |
| 30. 4. 2015. 20:30 | Извештај | Поени: Зупчић 15 Скокови: Бараћ 4 Асистенције: Гордић 4 |         | Џенкинс 17 Калинић 8 4 играча 3 | Дом спортова, Загреб Гледаоци: 3.050 Судије: Саша Пукл (СЛО), Сашо Петек (СЛО), Марио Мајкић (СЛО) |  |

## Суперлига Србије
Регуларни део такмичења у Суперлиги Србије Црвена звезда је завршила са скором 13-1, а тај једини пораз претрпела је на гостовању Партизану у последњем колу. И црно-бели су имали исти скор, те је о првом месту на табели одлучивала кош-разлика у међусобним дуелима два тима. Звезда је први меч (7. коло) добила са 16 поена разлике, а други (14. коло) изгубила са десет, тако да је њој припало прво место и предност домаћег терена у доигравању.
Бобан Марјановић је са укупно 354 индексна поена понео епитет најкориснијег играча Суперлиге Србије. Марјановићу је ово признање припало трећу годину заредом.

### Табела
|   | Тим                   | Игр. | Поб. | Изг. | П+   | П-   | П+/- | Бод |
| - | --------------------- | ---- | ---- | ---- | ---- | ---- | ---- | --- |
| 1 | Црвена звезда Телеком | 14   | 13   | 1    | 1233 | 995  | +238 | 27  |
| 2 | Партизан НИС          | 14   | 13   | 1    | 1169 | 975  | +194 | 27  |
| 3 | Металац Фармаком      | 14   | 8    | 6    | 1080 | 1013 | +67  | 22  |
| 4 | Мега Лекс             | 14   | 7    | 7    | 1207 | 1142 | +65  | 21  |
| 5 | Војводина Србијагас   | 14   | 6    | 8    | 1016 | 1104 | -88  | 20  |
| 6 | ФМП                   | 14   | 4    | 10   | 1078 | 1110 | -32  | 18  |
| 7 | Константин            | 14   | 4    | 10   | 1029 | 1187 | -158 | 18  |
| 8 | Тамиш                 | 14   | 1    | 13   | 881  | 1167 | -286 | 15  |

Легенда:

### Плеј-оф

#### Полуфинале
Трећу сезону заредом Звездин противник у полуфиналу била је екипа Мега Лекса. Меч на домаћем терену црвено-бели су лако решили у своју корист са чак 29 поена разлике, а највећи допринос овој убедљивој победи дао је Мајк Цирбес. Ово је уједно био и најефикаснији меч Црвене звезде у сезони 2014/15, будући да је на њему постигла чак 109 поена. Утакмица на гостовању у Сремској Митровици била је знатно неизвеснија и добрим делом њеног тока екипа Меге имала је предност. У тренуцима када је Звезда јурила резултат кључне су биле тројке које су постизали Вилијамс и Калинић (обојица су убацили по четири). Нешто више од минут пре краја сусрета Лука Митровић је погодио два слободна бацања која су Црвеној звезди донела минималну предност, а тада постављени резултат 90:89 се испоставио и као коначан. Скор 2-0 у серији значио је пласман у финале.
| 6. 6. 2015. 18:00 |                                                                   | Црвена звезда Телеком | 109 : 80                        | Мега Лекс | Хала Пионир, Београд Гледаоци: 1.342 Судије: Миливоје Јовчић, Александар Глишић, Урош Обркнежевић |  |
| 6. 6. 2015. 18:00 | Четвртине: 25-20, 33-20, 16-17, 35-23                             |                       |                                 |           | Хала Пионир, Београд Гледаоци: 1.342 Судије: Миливоје Јовчић, Александар Глишић, Урош Обркнежевић |  |
| 6. 6. 2015. 18:00 | Поени: Цирбес 18 Скокови: Цирбес 8 Асистенције: Цирбес, Калинић 4 |                       | Бојић 18 Симеуновић 6 Вебстер 5 |           | Хала Пионир, Београд Гледаоци: 1.342 Судије: Миливоје Јовчић, Александар Глишић, Урош Обркнежевић |  |

| 8. 6. 2015. 18:00 |                                                                    | Мега Лекс | 89 : 90                          | Црвена звезда Телеком | Пословно-спортски центар Пинки, Сремска Митровица Гледаоци: 1.500 Судије: Илија Белошевић, Урош Николић, Владимир Јевтовић |  |
| 8. 6. 2015. 18:00 | Четвртине: 18-23, 24-17, 27-27, 20-23                              |           |                                  |                       | Пословно-спортски центар Пинки, Сремска Митровица Гледаоци: 1.500 Судије: Илија Белошевић, Урош Николић, Владимир Јевтовић |  |
| 8. 6. 2015. 18:00 | Поени: Јокић 23 Скокови: Јокић, Николић 8 Асистенције: Миљеновић 6 |           | Калинић 24 Митровић 7 Митровић 7 |                       | Пословно-спортски центар Пинки, Сремска Митровица Гледаоци: 1.500 Судије: Илија Белошевић, Урош Николић, Владимир Јевтовић |  |

#### Финале
Четврту годину заредом и укупно једанаести пут у историји финале доигравања националног првенства играли су београдски вечити ривали. Пред почетак финалне серије Звезда је била суочена са повредама Марјановића и Јовића. Јовић је и пропустио читаву серију, док је Марјановић имао значајно умањену минутажу и учинак, те је већи део терета покривања центарске позиције изнео Цирбес. Од играча црно-белих у финалној серији није наступао Мурић, такође због повреде.
Прву утакмицу је Црвена звезда добила резултатом 78:64, а предност није испуштала од 16. минута. Најзапаженији играч у црвено-белом дресу био је Цирбес.
Друга утакмица играла се пред Партизановим навијачима, а протекла је у знатно уједначенијем односу снага. Крајем треће четвртине Звезда је стигла до максималних 10 поена предности, али је Партизан у наставку успео да надокнади заостатак. У четвртом периоду Звезду је у предности одржавао Џенкинс са 11 везаних поена. Ипак, меч-винер био је Никола Калинић. Наиме, при нерешеном резултату (69:69) Митровић је шутирао два слободна бацања. Друго је промашио, но Калинић је ухватио одбитак и постигао два поена, тако поставивши коначан резултат 72:69 и доневши Звезди другу победу у финалу. Многе је оваква завршница подсетила на гостовање Звезде екипи Будућности током Јадранске лиге, јер је Калинић и тада готово на исти начин решио питање победника. Иако је читава финална серија већином протекла у фер атмосфери, на другој утакмици дошло је до једног немилог догађаја - Стефан Јовић, који је повређен седео на клупи за резервне играче, погођен је са трибина столицом у главу.
Главно обележје треће утакмице били су мали број поена и много промашаја на обе стране, а после првих 20 минута је гостујући Партизан водио са 9 разлике. У другом полувремену Звезда је успела добром одбраном да противника сведе на само 17 поена и дође до преокрета. Последње поене за Звезду у сезони 2014/15. постигао је Цирбес са линије слободних бацања и тако постављањем резултата 58:54 пар секунди пре краја и овај меч ставио ван домашаја Партизана.
Црвена звезда је победом од 3-0 у финалној серији по шеснаести пут у својој историји дошла до трофеја намењеног прваку државе. Ово је прва титула Звезде у националном првенству после 17 година, а такође и прва откако је Србија самостална држава. Њоме је прекинут низ Партизана од 13 узастопно освојених првенстава.
Након треће утакмице је приређено велико славље навијача и играча на Малом Калемегдану.
| 12. 6. 2015. 21:00 |                                                              | Црвена звезда Телеком | 78 : 64                           | Партизан НИС | Хала Пионир, Београд Гледаоци: 5.589 Судије: Илија Белошевић, Миливоје Јовчић, Урош Николић |  |
| 12. 6. 2015. 21:00 | Четвртине: 17-19, 18-15, 19-10                               |                       |                                   |              | Хала Пионир, Београд Гледаоци: 5.589 Судије: Илија Белошевић, Миливоје Јовчић, Урош Николић |  |
| 12. 6. 2015. 21:00 | Поени: Цирбес 17 Скокови: Митровић 8 Асистенције: Вилијамс 8 |                       | Мачван 24 Мачван 14 Дало, Тепић 3 |              | Хала Пионир, Београд Гледаоци: 5.589 Судије: Илија Белошевић, Миливоје Јовчић, Урош Николић |  |

| 15. 6. 2015. 21:00 |                                                                | Партизан НИС | 69 : 72                         | Црвена звезда Телеком | Хала Пионир, Београд Гледаоци: 4.500 Судије: Илија Белошевић, Милија Војиновић, Владимир Јевтовић |  |
| 15. 6. 2015. 21:00 | Четвртине: 17-19, 19-21, 15-18, 18-14                          |              |                                 |                       | Хала Пионир, Београд Гледаоци: 4.500 Судије: Илија Белошевић, Милија Војиновић, Владимир Јевтовић |  |
| 15. 6. 2015. 21:00 | Поени: Мачван 14 Скокови: Мачван 11 Асистенције: Милутиновић 4 |              | Џенкинс 18 Калинић 9 Вилијамс 6 |                       | Хала Пионир, Београд Гледаоци: 4.500 Судије: Илија Белошевић, Милија Војиновић, Владимир Јевтовић |  |

| 18. 6. 2015. 21:00 |                                                                      | Црвена звезда Телеком | 58 : 54                           | Партизан НИС | Хала Пионир, Београд Гледаоци: 6.248 Судије: Милија Војиновић, Драган Нешковић, Урош Николић |  |
| 18. 6. 2015. 21:00 | Четвртине: 18-17, 10-20, 18-7, 12-10                                 |                       |                                   |              | Хала Пионир, Београд Гледаоци: 6.248 Судије: Милија Војиновић, Драган Нешковић, Урош Николић |  |
| 18. 6. 2015. 21:00 | Поени: Лазић, Митровић 13 Скокови: Цирбес 11 Асистенције: Вилијамс 5 |                       | Милутинов 17 Мачван 10 Павловић 4 |              | Хала Пионир, Београд Гледаоци: 6.248 Судије: Милија Војиновић, Драган Нешковић, Урош Николић |  |

## Куп Радивоја Кораћа
Жреб парова четвртине финала Купа Радивоја Кораћа 2015. обављен је 3. фебруара 2015. у просторијама хотела „Метропол“, у Београду. Домаћин завршног турнира био је Ниш у периоду од 19. до 22. фебруара 2015, а сви мечеви су одиграни у Спортском центру Чаир. Звезда је успела да освоји Куп Кораћа трећи пут заредом и тако продужила свој историјски низ освајања националног купа.

### Четвртфинале
| 20. 2. 2015. 21:00 | Извештај | Црвена звезда Телеком                                         | 81 : 65 | Константин                          | Спортски центар Чаир, Ниш Гледаоци: 4.500 Судије: Милан Мажић, Бранислав Мрдак, Радош Арсенијевић |  |
| 20. 2. 2015. 21:00 | Извештај | Четвртине: 32-16, 22-14, 19-15, 8-20                          |         |                                     | Спортски центар Чаир, Ниш Гледаоци: 4.500 Судије: Милан Мажић, Бранислав Мрдак, Радош Арсенијевић |  |
| 20. 2. 2015. 21:00 | Извештај | Поени: Марјановић 15 Скокови: Митровић 6 Асистенције: Јовић 5 |         | Остојић 12 Обреновић 7 Величковић 6 | Спортски центар Чаир, Ниш Гледаоци: 4.500 Судије: Милан Мажић, Бранислав Мрдак, Радош Арсенијевић |  |

### Полуфинале
| 21. 2. 2015. 21:00 | Извештај | Партизан НИС                                                     | 67 : 76 | Црвена звезда Телеком           | Спортски центар Чаир, Ниш Гледаоци: 4.500 Судије: Илија Белошевић, Миливоје Јовчић, Милија Војиновић |  |
| 21. 2. 2015. 21:00 | Извештај | Четвртине: 18-26, 16-17, 16-13, 17-20                            |         |                                 | Спортски центар Чаир, Ниш Гледаоци: 4.500 Судије: Илија Белошевић, Миливоје Јовчић, Милија Војиновић |  |
| 21. 2. 2015. 21:00 | Извештај | Поени: Мачван 20 Скокови: 3 играча 5 Асистенције: Милосављевић 3 |         | Блажич 15 Митровић 7 Вилијамс 2 | Спортски центар Чаир, Ниш Гледаоци: 4.500 Судије: Илија Белошевић, Миливоје Јовчић, Милија Војиновић |  |

### Финале
| 22. 2. 2015 17:00 | Извештај | Мега Лекс                                                    | 74 : 80 | Црвена звезда Телеком              | Спортски центар Чаир, Ниш Гледаоци: 4.500 Судије: Илија Белошевић, Миливоје Јовчић, Урош Николић |  |
| 22. 2. 2015 17:00 | Извештај | Четвртине: 21-16, 21-19, 15-24, 17-21                        |         |                                    | Спортски центар Чаир, Ниш Гледаоци: 4.500 Судије: Илија Белошевић, Миливоје Јовчић, Урош Николић |  |
| 22. 2. 2015 17:00 | Извештај | Поени: Миљеновић 21 Скокови: Кешељ 7 Асистенције: 3 играча 2 |         | Митровић 21 Митровић 12 Вилијамс 8 | Спортски центар Чаир, Ниш Гледаоци: 4.500 Судије: Илија Белошевић, Миливоје Јовчић, Урош Николић |  |

## Резултати по месецима

### Октобар
| Датум  | Место                                      | Посета | Такмичење                | Противник                | Резултат | МВП             | Највише поена   | Највише скокова        | Највише асистенција |
| ------ | ------------------------------------------ | ------ | ------------------------ | ------------------------ | -------- | --------------- | --------------- | ---------------------- | ------------------- |
| 3.10.  | Београд (Хала Пионир)                      | 5 000  | Јадранска лига (1. коло) | Левски Софија            | 85:55    | Митровић (22)   | Митровић (18)   | Калинић, Митровић (6)  | Вилијамс (6)        |
| 7.10.  | Загреб (Кошаркашки центар Дражен Петровић) | 1 500  | Јадранска лига (2. коло) | Цибона                   | 88:64    | Вилијамс (29)   | Вилијамс (19)   | Митровић, Вилијамс (6) | Вилијамс (11)       |
| 11.10. | Београд (Хала Пионир)                      | 3 107  | Јадранска лига (3. коло) | Унион Олимпија           | 73:65    | Марјановић (25) | Марјановић (15) | Марјановић (14)        | Вилијамс (5)        |
| 16.10. | Београд (Комбанк арена)                    | 16 834 | Евролига (1. коло)       | Галатасарај Лив Хоспитал | 76:68    | Марјановић (30) | Марјановић (22) | Марјановић (10)        | Вилијамс (7)        |
| 19.10. | Београд (Дворана Железник)                 | 2 500  | Јадранска лига (4. коло) | Мега Лекс                | 93:77    | Митровић (34)   | Митровић (27)   | Марјановић (9)         | Јовић (5)           |
| 23.10. | Клајпеда (Швитурио арена)                  | 5 309  | Евролига (2. коло)       | Нептунас                 | 81:83    | Вилијамс (31)   | Вилијамс (23)   | Митровић (10)          | Вилијамс (6)        |
| 26.10. | Задар (Дворана Крешимир Ћосић)             | 4 000  | Јадранска лига (5. коло) | Задар                    | 79:63    | Марјановић (23) | Митровић (16)   | Марјановић (13)        | Вилијамс (8)        |
| 30.10. | Београд (Комбанк арена)                    | 15 820 | Евролига (3. коло)       | Валенсија                | 76:63    | Марјановић (27) | Марјановић (16) | Марјановић (9)         | Вилијамс (8)        |

### Новембар
| Датум  | Место                            | Посета | Такмичење                 | Противник                | Резултат | МВП                   | Највише поена         | Највише скокова      | Највише асистенција    |
| ------ | -------------------------------- | ------ | ------------------------- | ------------------------ | -------- | --------------------- | --------------------- | -------------------- | ---------------------- |
| 02.11. | Београд (Хала Пионир)            | 4 360  | Јадранска лига (6. коло)  | Будућност ВОЛИ           | 83:69    | Марјановић (31)       | Блажич (18)           | Марјановић (17)      | Вилијамс (7)           |
| 07.11. | Београд (Комбанк арена)          | 18 732 | Евролига (4. коло)        | Олимпијакос              | 57:62    | Марјановић (24)       | Марјановић (13)       | Марјановић (14)      | Вилијамс, Митровић (4) |
| 09.11. | Солнок (Спортска хала Тисалигет) | 1 246  | Јадранска лига (7. коло)  | Солнок Олај              | 89:65    | Митровић (21)         | Џенкинс (17)          | Цирбес, Дангубић (5) | Митровић (6)           |
| 13.11. | Виторија (Фернандо Буеса арена)  | 8 064  | Евролига (5. коло)        | Лаборал Кућа             | 86:66    | Митровић, Цирбес (19) | Митровић (17)         | Калинић (8)          | Вилијамс (6)           |
| 16.11. | Београд (Хала Пионир)            | 3 576  | Јадранска лига (8. коло)  | Крка                     | 85:78    | Цирбес (21)           | Вилијамс, Цирбес (14) | Марјановић (6)       | Вилијамс (10)          |
| 21.11. | Истанбул (Абди Ипекчи арена)     | 8 582  | Евролига (6. коло)        | Галатасарај Лив Хоспитал | 103:110  | Марјановић (39)       | Митровић (30)         | Марјановић (17)      | Вилијамс (17)          |
| 24.11. | Загреб (Дом спортова)            | 2 900  | Јадранска лига (9. коло)  | Цедевита                 | 88:87    | Блажич (26)           | Блажич (20)           | Митровић (10)        | Вилијамс (12)          |
| 27.11. | Београд (Комбанк арена)          | 12 547 | Евролига (7. коло)        | Нептунас                 | 79:62    | Марјановић (36)       | Марјановић (24)       | Марјановић (12)      | Вилијамс (7)           |
| 30.11. | Београд (Хала Пионир)            | 4 610  | Јадранска лига (10. коло) | Партизан НИС             | 76:67    | Марјановић (21)       | Лазић (15)            | Марјановић (8)       | Вилијамс (5)           |

### Децембар
| Датум  | Место                               | Посета | Такмичење                 | Противник           | Резултат | МВП             | Највише поена   | Највише скокова          | Највише асистенција    |
| ------ | ----------------------------------- | ------ | ------------------------- | ------------------- | -------- | --------------- | --------------- | ------------------------ | ---------------------- |
| 5.12.  | Валенсија (Арена Фуенте Сан Луис)   | 6 387  | Евролига (8. коло)        | Валенсија           | 77:68    | Марјановић (25) | Марјановић (18) | Марјановић (11)          | Митровић (6)           |
| 8.12.  | Ваљево (Хала спортова у Ваљеву)     | 1 500  | Јадранска лига (11. коло) | Металац Фармаком    | 82:74    | Марјановић (25) | Марјановић (18) | Марјановић, Митровић (8) | Вилијамс, Митровић (3) |
| 12.12. | Пиреј (Дворана Мира и пријатељства) | 11 573 | Евролига (9. коло)        | Олимпијакос         | 59:64    | Марјановић (25) | Марјановић (17) | Марјановић (13)          | Вилијамс, Јовић (4)    |
| 15.12. | Београд (Хала Пионир)               | 2 767  | Јадранска лига (12. коло) | Игокеа              | 76:71    | Лазић (20)      | Калинић (13)    | Марјановић (5)           | Џенкинс (3)            |
| 19.12. | Београд (Хала Пионир)               | 0      | Евролига (10. коло)       | Лаборал Кућа        | 90:82    | Вилијамс (27)   | Вилијамс (23)   | Марјановић (12)          | Вилијамс (8)           |
| 22.12. | Скопље (СЦ Јане Сандански)          | 5 000  | Јадранска лига (13. коло) | МЗТ Скопље Аеродром | 79:76    | Цирбес (20)     | Цирбес (13)     | Митровић (10)            | Јовић (4)              |
| 24.12. | Софија (Хала Универзијада)          | 0      | Јадранска лига (14. коло) | Левски Софија       | 99:58    | Калинић (32)    | Калинић (22)    | Дангубић (9)             | Ребић (7)              |
| 27.12. | Београд (Хала Пионир)               | 4 823  | Јадранска лига (15. коло) | Цибона              | 80:64    | Марјановић (21) | Калинић (15)    | Марјановић (10)          | Вилијамс (8)           |

### Јануар
| Датум  | Место                              | Посета | Такмичење                 | Противник                | Резултат | МВП             | Највише поена         | Највише скокова                 | Највише асистенција |
| ------ | ---------------------------------- | ------ | ------------------------- | ------------------------ | -------- | --------------- | --------------------- | ------------------------------- | ------------------- |
| 02.01. | Београд (Комбанк арена)            | 18 733 | Евролига Т16 (1. коло)    | Реал Мадрид              | 72:79    | Цирбес (20)     | Митровић, Цирбес (13) | Марјановић (7)                  | Јовић (9)           |
| 04.01. | Љубљана (Арена Стожице)            | 5 000  | Јадранска лига (16. коло) | Унион Олимпија           | 91:81    | Марјановић (23) | Калинић (21)          | Марјановић, Цирбес (6)          | Јовић (6)           |
| 08.01. | Тел Авив (Менора Мивташим арена)   | 11 060 | Евролига Т16 (2. коло)    | Макаби Електра           | 67:78    | Марјановић (13) | Калинић (18)          | Блажич, Марјановић (8)          | Вилијамс (9)        |
| 11.01. | Сремска Митровица (ПСЦ Пинки)      | 2 300  | Јадранска лига (17. коло) | Мега Лекс                | 77:75    | Калинић (25)    | Калинић (19)          | Калинић, Марјановић, Цирбес (6) | Вилијамс (10)       |
| 16.01. | Београд (Комбанк арена)            | 17 821 | Евролига Т16 (3. коло)    | Галатасарај Лив Хоспитал | 65:74    | Марјановић (23) | Марјановић (18)       | Марјановић, Цирбес (7)          | Вилијамс (4)        |
| 19.01. | Београд (Хала Пионир)              | 3 245  | Јадранска лига (18. коло) | Задар                    | 93:66    | Марјановић (22) | Џенкинс (16)          | Марјановић (9)                  | Јовић (10)          |
| 23.01. | Барселона (Дворана Блауграна)      | 7 340  | Евролига Т16 (4. коло)    | Барселона                | 77:92    | Јовић (18)      | Блажич (13)           | Марјановић (7)                  | Вилијамс, Јовић (3) |
| 26.01. | Подгорица (Спортски центар Морача) | 4 500  | Јадранска лига (19. коло) | Будућност ВОЛИ           | 77:76    | Цирбес (26)     | Вилијамс (19)         | Калинић (8)                     | Вилијамс (6)        |
| 29.01. | Београд (Хала Пионир)              | 5 908  | Евролига Т16 (5. коло)    | АЛБА Берлин              | 86:69    | Марјановић (28) | Марјановић (17)       | Марјановић (12)                 | Вилијамс (10)       |

### Фебруар
| Датум  | Место                                     | Посета | Такмичење                          | Противник    | Резултат | МВП             | Највише поена            | Највише скокова                 | Највише асистенција          |
| ------ | ----------------------------------------- | ------ | ---------------------------------- | ------------ | -------- | --------------- | ------------------------ | ------------------------------- | ---------------------------- |
| 01.02. | Београд (Хала Пионир)                     | 3 928  | Јадранска лига (20. коло)          | Солнок Олај  | 90:47    | Тејић (17)      | Цирбес (13)              | Тејић, Марјановић, Митровић (7) | Ребић, Дангубић, Калинић (3) |
| 05.02. | Београд (Комбанк арена)                   | 18 382 | Евролига Т16 (6. коло)             | Жалгирис     | 68:70    | Марјановић (35) | Марјановић (17)          | Марјановић (10)                 | Вилијамс (7)                 |
| 08.02. | Ново Место (Спортска дворана Леон Штукељ) | 2 000  | Јадранска лига (21. коло)          | Крка         | 67:77    | Калинић (20)    | Џенкинс (13)             | Марјановић (11)                 | Вилијамс (7)                 |
| 13.02. | Атина (Олимпијска дворана)                | 10 101 | Евролига Т16 (7. коло)             | Панатинаикос | 69:74    | Марјановић (24) | Марјановић, Џенкинс (17) | Марјановић (10)                 | Калинић (4)                  |
| 16.02. | Београд (Хала Пионир)                     | 5 135  | Јадранска лига (22. коло)          | Цедевита     | 78:63    | Митровић (25)   | Митровић (14)            | Митровић (9)                    | Тејић (4)                    |
| 20.02. | Ниш (Спортски центар Чаир)                | 4 500  | Куп Радивоја Кораћа (четвртфинале) | Константин   | 81:65    | Марјановић (25) | Марјановић (15)          | Митровић (6)                    | Јовић (5)                    |
| 21.02. | Ниш (Спортски центар Чаир)                | 4 500  | Куп Радивоја Кораћа (полуфинале)   | Партизан НИС | 76:67    | Марјановић (21) | Блажич (15)              | Митровић (7)                    | Вилијамс (2)                 |
| 22.02. | Ниш (Спортски центар Чаир)                | 4 500  | Куп Радивоја Кораћа (финале)       | Мега Лекс    | 80:74    | Митровић (29)   | Митровић (21)            | Митровић (12)                   | Вилијамс (8)                 |
| 26.02. | Мадрид (Палата спортова Покрајине Мадрид) | 11 385 | Евролига Т16 (8. коло)             | Реал Мадрид  | 61:85    | Марјановић (35) | Марјановић (21)          | Марјановић (13)                 | Вилијамс (8)                 |

### Март
| Датум  | Место                              | Посета | Такмичење                  | Противник                | Резултат | МВП                     | Највише поена        | Највише скокова           | Највише асистенција |
| ------ | ---------------------------------- | ------ | -------------------------- | ------------------------ | -------- | ----------------------- | -------------------- | ------------------------- | ------------------- |
| 01.03. | Београд (Хала Пионир)              | 6 500  | Јадранска лига (23. коло)  | Партизан НИС             | 63:77    | Џенкинс (23)            | Џенкинс (20)         | Вилијамс (5)              | Вилијамс (4)        |
| 05.03. | Београд (Комбанк арена)            | 9 926  | Евролига Т16 (9. коло)     | Макаби Електра           | 89:76    | Марјановић (32)         | Марјановић (19)      | Марјановић (17)           | Вилијамс (5)        |
| 08.03. | Београд (Хала Пионир)              | 3 283  | Јадранска лига (24. коло)  | Металац Фармаком         | 82:59    | Цирбес (20)             | Цирбес, Џенкинс (16) | Митровић (11)             | Џенкинс (5)         |
| 12.03. | Истанбул (Абди Ипекчи арена)       | 6 231  | Евролига Т16 (10. коло)    | Галатасарај Лив Хоспитал | 91:68    | Блажич, Марјановић (19) | Блажич (19)          | Марјановић (9)            | Јовић (8)           |
| 15.03. | Лакташи (Спортска дворана Лакташи) | 3 000  | Јадранска лига (25. коло)  | Игокеа                   | 85:80    | Цирбес (23)             | Цирбес (18)          | Калинић (8)               | Вилијамс (6)        |
| 19.03. | Београд (Комбанк арена)            | 18 450 | Евролига Т16 (11. коло)    | Барселона                | 73:77    | Марјановић (35)         | Марјановић (23)      | Марјановић (11)           | Вилијамс (7)        |
| 22.03. | Београд (Хала Пионир)              | 2 237  | Јадранска лига (26. коло)  | МЗТ Скопље Аеродром      | 89:56    | Цирбес (30)             | Цирбес (19)          | Цирбес (9)                | Калинић (4)         |
| 26.03. | Берлин (О2 Ворлд арена)            | 10 867 | Евролига Т16 (12. коло)    | АЛБА Берлин              | 68:73    | Марјановић (40)         | Марјановић (27)      | Марјановић, Митровић (10) | Јовић (5)           |
| 29.03. | Београд (Хала Пионир)              | 0      | Суперлига Србије (1. коло) | Мега Лекс                | 107:83   | Марјановић (31)         | Марјановић (25)      | Марјановић (11)           | Јовић, Џенкинс (5)  |

### Април
| Датум  | Место                           | Посета | Такмичење                             | Противник        | Резултат | МВП                    | Највише поена          | Највише скокова | Највише асистенција                    |
| ------ | ------------------------------- | ------ | ------------------------------------- | ---------------- | -------- | ---------------------- | ---------------------- | --------------- | -------------------------------------- |
| 03.04. | Каунас (Жалгирис арена)         | 9 015  | Евролига Т16 (13. коло)               | Жалгирис         | 70:76    | Марјановић (27)        | Марјановић (14)        | Марјановић (12) | Вилијамс (5)                           |
| 06.04. | Ваљево (Хала спортова у Ваљеву) | 2 000  | Суперлига Србије (2. коло)            | Металац Фармаком | 76:69    | Марјановић (22)        | Марјановић (15)        | Марјановић (7)  | Вилијамс (7)                           |
| 09.04. | Београд (Хала Пионир)           | 6 156  | Евролига Т16 (14. коло)               | Панатинаикос     | 69:68    | Марјановић (28)        | Калинић (14)           | Марјановић (16) | Вилијамс (7)                           |
| 14.04. | Београд (Хала Пионир)           | 5 932  | Јадранска лига (Плеј-оф полуфинале 1) | Партизан НИС     | 73:64    | Калинић, Џенкинс (20)  | Џенкинс (19)           | Марјановић (9)  | Вилијамс, Калинић (3)                  |
| 15.04. | Београд (Хала Пионир)           | 5 983  | Јадранска лига (Плеј-оф полуфинале 2) | Партизан НИС     | 68:70    | Вилијамс, Џенкинс (11) | Џенкинс (19)           | Марјановић (8)  | Вилијамс (3)                           |
| 18.04. | Београд (Хала Пионир)           | 7 000  | Јадранска лига (Плеј-оф полуфинале 3) | Партизан НИС     | 95:85    | Калинић (29)           | Калинић (25)           | Митровић (9)    | Митровић (5)                           |
| 19.04. | Београд (Хала Пионир)           | 7 000  | Јадранска лига (Плеј-оф полуфинале 4) | Партизан НИС     | 81:73    | Марјановић (29)        | Вилијамс, Џенкинс (19) | Марјановић (14) | Јовић, Митровић, Џенкинс (3)           |
| 25.04. | Београд (Хала Пионир)           | 5 526  | Јадранска лига (Плеј-оф финале 1)     | Цедевита         | 68:59    | Марјановић (24)        | Митровић (18)          | Марјановић (12) | Вилијамс (5)                           |
| 26.04. | Београд (Хала Пионир)           | 5 405  | Јадранска лига (Плеј-оф финале 2)     | Цедевита         | 69:65    | Марјановић (39)        | Марјановић (20)        | Марјановић (14) | Марјановић (5)                         |
| 29.04. | Загреб (Дом спортова)           | 3 100  | Јадранска лига (Плеј-оф финале 3)     | Цедевита         | 62:72    | Марјановић (18)        | Марјановић (16)        | Калинић (7)     | Митровић (2)                           |
| 30.04. | Загреб (Дом спортова)           | 3 050  | Јадранска лига (Плеј-оф финале 4)     | Цедевита         | 89:79    | Џенкинс (19)           | Џенкинс (17)           | Калинић (8)     | Вилијамс, Калинић, Митровић, Тејић (3) |

### Мај
| Датум  | Место                             | Посета | Такмичење                   | Противник           | Резултат | МВП             | Највише поена   | Највише скокова          | Највише асистенција   |
| ------ | --------------------------------- | ------ | --------------------------- | ------------------- | -------- | --------------- | --------------- | ------------------------ | --------------------- |
| 05.05. | Београд (Хала Пионир)             | 0      | Суперлига Србије (3. коло)  | Тамиш               | 84:54    | Тејић (25)      | Тејић (17)      | Тејић (7)                | Јовић (6)             |
| 08.05. | Ниш (Спортски центар Чаир)        | 3 500  | Суперлига Србије (4. коло)  | Константин          | 87:60    | Митровић (24)   | Митровић (13)   | Митровић (11)            | Вилијамс (4)          |
| 11.05. | Београд (Хала Пионир)             | 3 000  | Суперлига Србије (5. коло)  | ФМП                 | 81:69    | Марјановић (40) | Марјановић (23) | Марјановић (14)          | Џенкинс (6)           |
| 13.05. | Нови Сад (СПЕНС)                  | 1 200  | Суперлига Србије (6. коло)  | Војводина Србијагас | 87:58    | Џенкинс (26)    | Лазић (16)      | Марјановић (13)          | Џенкинс (4)           |
| 17.05. | Београд (Хала Пионир)             | 3 912  | Суперлига Србије (7. коло)  | Партизан НИС        | 92:76    | Калинић (26)    | Калинић (22)    | Митровић (6)             | Калинић, Џенкинс (4)  |
| 20.05. | Сремска Митровица (ПСЦ Пинки)     | 2 000  | Суперлига Србије (8. коло)  | Мега Лекс           | 90:86    | Марјановић (28) | Марјановић (20) | Марјановић, Митровић (7) | Вилијамс (5)          |
| 23.05. | Београд (Хала Пионир)             | 1 495  | Суперлига Србије (9. коло)  | Металац Фармаком    | 87:69    | Цирбес (19)     | Цирбес (16)     | Цирбес (7)               | Јовић (6)             |
| 25.05. | Панчево (Спортска хала Стрелиште) | 1 500  | Суперлига Србије (10. коло) | Тамиш               | 74:52    | Митровић (19)   | Митровић (16)   | Митровић (7)             | Јовић (3)             |
| 27.05. | Београд (Хала Пионир)             | 833    | Суперлига Србије (11. коло) | Константин          | 104:68   | Марјановић (39) | Марјановић (19) | Марјановић (16)          | Митровић (5)          |
| 29.05. | Београд (Дворана Железник)        | 500    | Суперлига Србије (12. коло) | ФМП                 | 91:77    | Марјановић (32) | Марјановић (24) | Марјановић (8)           | Вилијамс, Џенкинс (5) |

### Јун
| Датум  | Место                         | Посета | Такмичење                               | Противник           | Резултат | МВП             | Највише поена        | Највише скокова | Највише асистенција   |
| ------ | ----------------------------- | ------ | --------------------------------------- | ------------------- | -------- | --------------- | -------------------- | --------------- | --------------------- |
| 01.06. | Београд (Хала Пионир)         | 815    | Суперлига Србије (13. коло)             | Војводина Србијагас | 91:82    | Марјановић (36) | Марјановић (21)      | Марјановић (8)  | Вилијамс (7)          |
| 04.06. | Београд (Хала Пионир)         | 3 000  | Суперлига Србије (14. коло)             | Партизан НИС        | 82:92    | Марјановић (31) | Марјановић (20)      | Марјановић (10) | Џенкинс (5)           |
| 06.06. | Београд (Хала Пионир)         | 1 342  | Суперлига Србије (Плеј-оф полуфинале 1) | Мега Лекс           | 109:80   | Цирбес (31)     | Цирбес (18)          | Цирбес (8)      | Вилијамс, Калинић (4) |
| 08.06. | Сремска Митровица (ПСЦ Пинки) | 1 500  | Суперлига Србије (Плеј-оф полуфинале 2) | Мега Лекс           | 90:89    | Митровић (25)   | Калинић (24)         | Митровић (7)    | Митровић (7)          |
| 12.06. | Београд (Хала Пионир)         | 5 589  | Суперлига Србије (Плеј-оф финале 1)     | Партизан НИС        | 78:64    | Цирбес (23)     | Цирбес (17)          | Митровић (8)    | Вилијамс (8)          |
| 15.06. | Београд (Хала Пионир)         | 4 500  | Суперлига Србије (Плеј-оф финале 2)     | Партизан НИС        | 72:69    | Џенкинс (18)    | Џенкинс (18)         | Калинић (9)     | Вилијамс (6)          |
| 18.06. | Београд (Хала Пионир)         | 6 248  | Суперлига Србије (Плеј-оф финале 3)     | Партизан НИС        | 58:54    | Цирбес (18)     | Лазић, Митровић (13) | Цирбес (11)     | Вилијамс (5)          |

## Појединачне награде
- Идеални тим Евролиге:
  -  Бобан Марјановић
- Најкориснији играч кола Евролиге:
  -  Бобан Марјановић (1. коло „Топ 24“ фазе, индекс 30)
  -  Бобан Марјановић (7. коло „Топ 24“ фазе, индекс 36)
  -  Бобан Марјановић (14. коло „Топ 16“ фазе, индекс 28)
- Идеална стартна петорка Јадранске лиге 2014/15:
  -  Бобан Марјановић
- Најбољи тренер Јадранске лиге 2014/15:
  -  Дејан Радоњић
- Најкориснији играч месеца Јадранске лиге:
  -  Бобан Марјановић (новембар)
- Најкориснији играч кола Јадранске лиге:
  -  Маркус Вилијамс (2. коло, индекс 29)
  -  Лука Митровић (4. коло, индекс 34)
  -  Никола Калинић (14. коло, индекс 32)
  -  Никола Калинић (3. коло полуфинала доигравања, индекс 29)
  -  Бобан Марјановић (1. коло финала доигравања, индекс 24)
  -  Бобан Марјановић (2. коло финала доигравања, индекс 39)
  -  Бобан Марјановић (3. коло финала доигравања, индекс 18)
  -  Чарлс Џенкинс (4. коло финала доигравања, индекс 19)
- Најкориснији играч финала Јадранске лиге:
  -  Бобан Марјановић
- Најкориснији играч Суперлиге Србије:
  -  Бобан Марјановић (укупни индекс 354)
- Најкориснији играч кола Суперлиге Србије:
  -  Бобан Марјановић (5. коло, индекс 40)
- Најбољи стрелац финала Купа Радивоја Кораћа:
  -  Лука Митровић
- Најкориснији играч финала Купа Радивоја Кораћа:
  -  Лука Митровић

## Појединачне статистике

### Евролига
Извор
| #  | Играч            | Утак. | Мин.    | Поени | За 2 поена | За 3 поена | Сл. бацања | Ск. у нап. | Ск. у одб. | Асис. | Укр. | Изг. | Блок. | Блок. прим. | Нач. ЛГ | Изн. ЛГ | Инд. |
| -- | ---------------- | ----- | ------- | ----- | ---------- | ---------- | ---------- | ---------- | ---------- | ----- | ---- | ---- | ----- | ----------- | ------- | ------- | ---- |
| 3  | Маркус Вилијамс  | 24    | 618:20  | 232   | 39 / 113   | 38 / 130   | 40 / 53    | 16         | 61         | 146   | 19   | 69   | 1     | 5           | 30      | 65      | 257  |
| 4  | Никола Ребић     | 4     | 6:28    | 0     | 0 / 0      | 0 / 1      | 0 / 0      | 0          | 0          | 1     | 0    | 1    | 0     | 0           | 0       | 0       | -1   |
| 6  | Немања Дангубић  | 23    | 327:34  | 94    | 21 / 51    | 13 / 38    | 13 / 19    | 17         | 29         | 16    | 10   | 26   | 3     | 6           | 55      | 22      | 43   |
| 9  | Лука Митровић    | 24    | 593:00  | 207   | 71 / 128   | 11 / 63    | 32 / 41    | 40         | 85         | 56    | 25   | 39   | 5     | 11          | 58      | 41      | 233  |
| 10 | Бранко Лазић     | 19    | 337:42  | 74    | 16 / 37    | 10 / 29    | 12 / 16    | 13         | 16         | 14    | 11   | 13   | 1     | 4           | 39      | 22      | 51   |
| 11 | Јака Блажич      | 24    | 512:29  | 219   | 57 / 117   | 21 / 68    | 42 / 56    | 23         | 44         | 23    | 11   | 49   | 2     | 17          | 54      | 58      | 139  |
| 12 | Никола Калинић   | 24    | 624:26  | 221   | 54 / 115   | 22 / 62    | 47 / 75    | 25         | 69         | 47    | 20   | 46   | 5     | 7           | 64      | 78      | 219  |
| 13 | Бобан Марјановић | 24    | 654:57  | 398   | 149 / 240  | 0 / 0      | 100 / 128  | 83         | 173        | 24    | 9    | 33   | 21    | 14          | 36      | 110     | 616  |
| 15 | Марко Тејић      | 17    | 151:55  | 27    | 6 / 16     | 4 / 12     | 3 / 8      | 8          | 15         | 12    | 1    | 7    | 2     | 2           | 38      | 7       | 2    |
| 22 | Чарлс Џенкинс    | 24    | 458:47  | 158   | 40 / 105   | 18 / 58    | 24 / 30    | 7          | 25         | 32    | 22   | 18   | 5     | 11          | 63      | 42      | 88   |
| 24 | Стефан Јовић     | 19    | 258:12  | 55    | 16 / 38    | 6 / 23     | 5 / 8      | 4          | 36         | 53    | 19   | 23   | 1     | 2           | 32      | 23      | 92   |
| 33 | Мајк Цирбес      | 24    | 311:10  | 124   | 51 / 81    | 0 / 1      | 22 / 32    | 31         | 47         | 7     | 13   | 22   | 10    | 5           | 38      | 23      | 149  |
|    | Укупно           |       | 4855:00 | 1809  | 520 / 1041 | 143 / 485  | 340 / 466  | 306        | 644        | 431   | 160  | 354  | 56    | 84          | 508     | 491     | 1962 |

### Јадранска лига
Извор
| #  | Играч            | Утак. | Мин. | Поени | За 2 поена | За 3 поена | Сл. бацања | Ск. у нап. | Ск. у одб. | Асис. | Укр. | Изг. | Блок. | Блок. прим. | Нач. ЛГ | Изн. ЛГ | Инд. |
| -- | ---------------- | ----- | ---- | ----- | ---------- | ---------- | ---------- | ---------- | ---------- | ----- | ---- | ---- | ----- | ----------- | ------- | ------- | ---- |
| 3  | Маркус Вилијамс  | 30    | 628  | 264   | 45 / 119   | 45 / 137   | 39 / 51    | 9          | 49         | 141   | 13   | 69   | 3     | 5           | 45      | 65      | 247  |
| 4  | Никола Ребић     | 18    | 141  | 41    | 9 / 17     | 5 / 20     | 8 / 13     | 1          | 17         | 18    | 7    | 8    | 1     | 1           | 17      | 17      | 48   |
| 6  | Немања Дангубић  | 32    | 502  | 186   | 52 / 112   | 17 / 55    | 31 / 44    | 20         | 63         | 42    | 23   | 36   | 5     | 8           | 58      | 56      | 182  |
| 9  | Лука Митровић    | 33    | 788  | 326   | 90 / 160   | 29 / 85    | 59 / 75    | 59         | 136        | 71    | 31   | 63   | 21    | 11          | 65      | 73      | 436  |
| 10 | Бранко Лазић     | 28    | 469  | 117   | 21 / 42    | 20 / 49    | 15 / 20    | 19         | 31         | 17    | 14   | 14   | 1     | 5           | 61      | 32      | 96   |
| 11 | Јака Блажич      | 34    | 730  | 262   | 63 / 124   | 28 / 90    | 52 / 67    | 22         | 69         | 36    | 22   | 50   | 0     | 17          | 85      | 73      | 194  |
| 12 | Никола Калинић   | 34    | 776  | 347   | 85 / 137   | 42 / 110   | 51 / 71    | 41         | 98         | 50    | 33   | 47   | 19    | 6           | 84      | 96      | 407  |
| 13 | Бобан Марјановић | 33    | 672  | 345   | 124 / 226  | 0 / 0      | 97 / 123   | 72         | 174        | 37    | 16   | 38   | 30    | 3           | 63      | 117     | 559  |
| 14 | Ђорђе Каплановић | 3     | 11   | 4     | 2 / 4      | 0 / 0      | 0 / 0      | 0          | 1          | 0     | 0    | 0    | 1     | 1           | 2       | 1       | 2    |
| 15 | Марко Тејић      | 30    | 325  | 66    | 21 / 43    | 5 / 23     | 9 / 21     | 19         | 37         | 25    | 7    | 14   | 11    | 4           | 66      | 25      | 54   |
| 20 | Алекса Раданов   | 1     | 6    | 2     | 1 / 1      | 0 / 1      | 0 / 0      | 0          | 1          | 1     | 1    | 0    | 0     | 0           | 0       | 0       | 4    |
| 22 | Чарлс Џенкинс    | 34    | 717  | 375   | 101 / 177  | 33 / 85    | 74 / 96    | 6          | 58         | 63    | 43   | 36   | 2     | 7           | 75      | 89      | 368  |
| 24 | Стефан Јовић     | 29    | 429  | 137   | 37 / 63    | 14 / 41    | 21 / 31    | 12         | 52         | 73    | 24   | 44   | 0     | 1           | 50      | 46      | 186  |
| 33 | Мајк Цирбес      | 32    | 606  | 280   | 107 / 167  | 0 / 1      | 66 / 99    | 58         | 81         | 16    | 20   | 40   | 22    | 9           | 68      | 88      | 354  |
|    | Укупно           |       |      | 2752  | 758 / 1392 | 238 / 697  | 522 / 711  | 338        | 867        | 590   | 254  | 459  | 116   | 78          | 739     | 778     | 3137 |

### Суперлига Србије
Извор
| #  | Играч                 | Утак. | Мин. | Поени | За 2 поена | За 3 поена | Сл. бацања | Ск. у нап. | Ск. у одб. | Асис. | Укр. | Изг. | Блок. | Блок. прим. | Нач. ЛГ | Изн. ЛГ | Инд. |
| -- | --------------------- | ----- | ---- | ----- | ---------- | ---------- | ---------- | ---------- | ---------- | ----- | ---- | ---- | ----- | ----------- | ------- | ------- | ---- |
| 3  | Маркус Вилијамс       | 17    | 318  | 131   | 17 / 59    | 26 / 71    | 19 / 28    | 1          | 23         | 68    | 3    | 35   | 0     | 2           | 19      | 25      | 99   |
| 4  | Никола Ребић          | 9     | 76   | 28    | 8 / 11     | 2 / 10     | 6 / 10     | 1          | 3          | 12    | 2    | 3    | 0     | 0           | 8       | 8       | 28   |
| 6  | Немања Дангубић       | 19    | 369  | 146   | 35 / 65    | 16 / 55    | 28 / 34    | 11         | 40         | 15    | 10   | 23   | 2     | 5           | 54      | 37      | 104  |
| 7  | Александар Аранитовић | 2     | 13   | 1     | 0 / 1      | 0 / 0      | 1 / 2      | 1          | 0          | 0     | 1    | 0    | 0     | 0           | 1       | 1       | 1    |
| 9  | Лука Митровић         | 18    | 454  | 193   | 54 / 97    | 11 / 32    | 52 / 63    | 22         | 86         | 45    | 20   | 33   | 3     | 7           | 31      | 60      | 283  |
| 10 | Бранко Лазић          | 18    | 362  | 125   | 26 / 52    | 17 / 49    | 22 / 29    | 14         | 28         | 15    | 24   | 11   | 2     | 1           | 36      | 35      | 130  |
| 11 | Јака Блажич           | 19    | 292  | 113   | 33 / 51    | 10 / 40    | 17 / 20    | 5          | 30         | 23    | 8    | 18   | 1     | 5           | 43      | 27      | 90   |
| 12 | Никола Калинић        | 18    | 416  | 179   | 45 / 78    | 19 / 53    | 32 / 51    | 18         | 53         | 35    | 27   | 28   | 5     | 2           | 48      | 50      | 203  |
| 13 | Бобан Марјановић      | 19    | 372  | 255   | 101 / 153  | 0 / 1      | 53 / 64    | 37         | 111        | 26    | 14   | 22   | 16    | 4           | 31      | 55      | 393  |
| 14 | Ђорђе Каплановић      | 3     | 23   | 2     | 1 / 2      | 0 / 0      | 0 / 0      | 0          | 1          | 0     | 0    | 1    | 0     | 0           | 5       | 0       | -4   |
| 15 | Марко Тејић           | 17    | 213  | 64    | 23 / 33    | 2 / 9      | 12 / 25    | 15         | 34         | 13    | 3    | 13   | 16    | 3           | 31      | 23      | 91   |
| 22 | Чарлс Џенкинс         | 18    | 391  | 192   | 53 / 88    | 17 / 52    | 35 / 49    | 8          | 44         | 52    | 26   | 19   | 1     | 6           | 33      | 55      | 236  |
| 24 | Стефан Јовић          | 11    | 192  | 52    | 15 / 27    | 4 / 14     | 10 / 11    | 6          | 18         | 37    | 15   | 12   | 0     | 0           | 20      | 18      | 91   |
| 33 | Мајк Цирбес           | 16    | 309  | 159   | 63 / 89    | 0 / 0      | 33 / 54    | 29         | 39         | 7     | 8    | 16   | 8     | 4           | 41      | 48      | 190  |
|    | Укупно                |       |      | 1582  | 457 / 769  | 121 / 364  | 305 / 422  | 159        | 482        | 339   | 155  | 222  | 52    | 38          | 380     | 422     | 1879 |

## Млађе категорије
Велике успехе у овој сезони забележили су и играчи у млађим категоријама. Све селекције су освојиле првенства Србије у својим категоријама - од пионира, па до јуниора.

### Пионири
Завршни турнир у категорији пионира одржан је у Краљеву. Изабраници тренера Милована Булатовића у четвртфиналу су били бољи од екипе Лознице (91:57), а у полуфиналу од суботичког Спартака (81:70). У финалу их је дочекао вечити ривал Партизан, који је поражен резултатом 80:68.

### Кадети
Звездини кадети успели су да одбране титулу првака државе, а ове сезоне до тог циља их је предводио тренер Александар Глишић. Завршни кадетски турнир одржан је у Железнику, а црвено-бели су оба меча добили изузетно убедљиво. У полуфиналу су тријумфовали над Партизаном (97:67), док су у финалу надиграли новосадску екипу Sports World (108:65). Бек Црвене звезде Александар Аранитовић изабран је за најбољег играча првенства.

### Јуниори
Јуниори, предвођени тренером Слободаном Клипом, такође су доминирали у првенству Србије. На путу до трофеја нису изгубили ниједан меч. Завршни јуниорски турнир одржан је у Чачку, а на њему је прво у полуфиналу убедљиво савладана екипа Беовука резултатом 90:67. Противник у финалу поново је био Партизан, а црвено-бели су славили резултатом 69:66. Јунак меча био је Немања Капетановић који је постигао одлучујућу тројку за победу.
Регионални квалификациони турнир јуниорске Евролиге од ове године носи име Марка Ивковића, Звездиног навијача страдалог у Истанбулу. Победом на њему црвено-бели су обезбедили пласман на завршни турнир у Мадриду. У групној фази завршног турнира Звезда је била боља од Уникахе (73:68) и сарајевских Спарса (95:47), а пораз јој је нанео Жалгирис (63:72). Ипак, и скор 2-1 био је довољан за прво место у групи и заказивање другог узастопног финала са мадридским Реалом. Међутим, епилог је био другачији него претходне године - домаћин Реал Мадрид је овога пута био бољи и однео победу резултатом 73:70. Остаће забележено да је Александар Аранитовић и у овогодишњем финалу пружио одличну партију, постигавши 26 поена.

## Галерија
- Сезонска карта
- Марко Тејић
- Бобан Марјановић
- Лука Митровић
- Маркус Вилијамс
- Марко Ивковић - трагично преминули навијач
- Слободан Клипа - тренер јуниорске екипе
- Алекса Раданов - играч јуниорске и сениорске екипе
- Давид Миладиновић - играч јуниорске екипе
- Александар Аранитовић - играч јуниорске и сениорске екипе
- Војислав Стојановић - играч јуниорске екипе
- Младе селекције са освојеним трофејима и пехаром АБА лиге
- Изглед лопте коју је Звезда размењивала пре утакмице Евролиге
- Изглед лопте коју је Звезда размењивала пре утакмице Евролиге
- Пехар Јадранске лиге који је Звезда освојила
- Атмосфера на утакмици против Панатинаикоса
- Финална утакмица КЛС
- Славље после титуле на Малом Калемегдану
- Славље после титуле на Малом Калемегдану
- Славље после титуле на Малом Калемегдану
- Калинић слави са Делијама
- Карта за утакмицу против Лаборал Кутхе